# 트라야누스
트라야누스(Traianus)는 로마 제국의 제13대 황제이다. 원로원이 optimus princeps ("최고의 통치자")라고 공식적으로 선포한 바 있는, 트라야누스는 로마 역사상 가장 대규모의 군사 활동을 이끌었으며, 사망할 때까지 로마 제국의 최대 영토를 이르게 끔하며 가장 성공적인 군인 황제로 여겨진다. 또한  대규모 공공 시설 사업을 주관하고 사회 복지 정책을 실행하며 박애주의 통치자로서도 알려져있으며, 이런 행보는 지중해 세계의 평화와 번영의 시기를 이끈 오현제 중 두 번째 황제라는 평가를 지속적으로 받게 해주었다.
트라야누스는 오늘날 스페인의 세비야에 가까운 곳에 있던, 히스파니아 바이티카라는 로마 속주의 이탈리아족 정착지인 이탈리카에서 태어났다. 후기 작가들이 그를 속주민 출신이라 잘못 표기하기도 했으나, 트라야누스의 울피아 씨족은 움브리아 출신이고 그도 로마 시민으로 태어났다. 트라야누스는 도미티아누스 황제 시기에 명성을 얻었다. 히스파니아 타라코넨시스의 레가투스 레기오니스로 복무하던, 89년에 트라야누스는 안토니우스 사투르니누스가 일으킨 라인강 지역 반란에서 도미티아누스를 지지했다. 96년 9월, 도미티아누스의 뒤를 자녀가 없던 노년의 네르바가 이었으며, 그는 군대의 지지를 얻지 못하는 모습을 보이고 만다. 친위대 인원들이 주도한 반란으로 절정에 이른, 짧고 떠들썩한 권력 다툼 속에서 1년이 지나고, 네르바는 좀더 인기있던 트라야누스를 자신의 후계자이자 후임자라는 양자로 받아들일 수밖에 없었다. 네르바는 98년에 사망했고 문제 없이 그의 양자인 트라야누스가 그 뒤를 이었다.
공공 행정가로서, 트라야누스는 대규모 공공 시설 사업으로 유명하며, 로마시를 재설계하고, 트라야누스 포룸, 트라야누스 시장, 트라야누스 원주 등의 불후의 건축물들을 많이 남겼다.
그는 재위 초기에 나바테아 왕국을 병합하고, 아라비아 페트라이아 속주를 만들었다. 그의 다키아 정복은 새롭게 정복한 속주가 뛰어난 가치의 금광들을 여러 개 가지고 있어, 제국을 크게 부유하게 해주었다. 트라야누스의 대 파르티아 제국 전쟁은 파르티아의 수도 크테시폰 약탈과 아르메니아와 메소포타미아 합병으로 끝이 났다. 그의 재위 때 벌여진 군사 원정은 로마 제국을 최대 영토로 늘려주었다.
117년 말에, 로마로 돌아가는 배를 타던 중, 트라야누스는 병에 걸려 셀리누스라는 도시에서 뇌졸중으로 사망했다. 원로원은 그를 신격화했고 그의 재는 트라야누스 원주 아래에 안치되었다. 그의 뒤는 추정상 트라야누스가 병상에서 양자로 받아들인 그의 조카 하드리아누스가 계승했다.

## 자료
황제로서, 트라야누스의 평가는 지속적으로 유지되었다. – 그는 열아홉 세기 동안에 평판이 유지된 몇 안되는 지도자 중 한 명이었다. 그 이후에 모든 신임 황제들은 felicior Augusto, melior Traiano (이 자는 "아우구스투스보다 행운이 깃들고 트라야누스보다 더 뛰어날 것이다")라는 기원과 함께 원로원의 축복을 받았다. 중세 기독교 신학자들 사이에선, 트라야누스는 선량한 이교도로 여겨졌다. 르네상스 시기, 세습에 대한 양자 계승의 장점들을 설파하던 마키아벨리는 "네르바부터 마르쿠스까지" 다섯 명의 연달은 현제들을 언급했다 –  18세기 역사가 에드워드 기번이 대중화한  오현제라는 개념의 비유에서 트라야누스는 두 번째 황제였다.
고대 문헌 자료들에 한해서, 트라야누스의 재위를 방대하고 지속적으로 다루는 문서는 존재하지 않는다. 트라야누스 본인이나 대필작가가 썼고 카이사르의 갈리아전기를 모델로 삼은 다키아 전쟁의 기록인 《다키아전기》는 한 문장을 제외하곤 소실된 상태이다. 트라야누스의 개인 의사인 티투스 사틸리우스 크리톤의 저서인 《게티카》에 소량의 부분들만 남아있다. 아리아누스가 지필한 17권 분량의 파르티아 전쟁에 관한 문서인 《파르티카》 역시도 비슷한 운명을 맞았다. 주로 비잔틴의 역사 축소판과 발췌들이 남은, 카시우스 디오의 《로마사》의 제68권이 트라야누스 재위 역사에 대한 주요 사료이다. 이것 외에도, 소 플리니우스의 《찬가》(Panegyricus)와 프루사의 디오의 연설문들이 가장 잘 보존된 동시대의 사료들이다. 두 사료 모두 제정 최전성기의 전형적인 아첨하는 장황한 연설문으로, 이상화된 군주와 동시에 트라야누스의 통치에 대한 이상화된 관점들을 묘사하고, 실제 사실보다는 이데올로기에 더 중점을 두었다. 플리니우스의 편지 10개 분량은 트라야누스와 관련되어 있으며, 로마 제국 정부의 다양한 측면들을 다루지만, 이 서한은 솔직하지도 공정하지도 않은데, 이 편지가 플리니우스의 입장이 자유롭지 못한, 정부 공식 우편에 대한 답문이었기 때문이다. 이 편지 모음에서 트라야누스의 서명이 나타나 있는 편지의 내용 대부분은 트라야누스의 비서관인 아브 에피스툴리스가 썼거나 편집한 것이 분명해 보인다. 그러므로, 현대 역사학에서 트라야누스와 그의 집권기에 대한 논의는 추측을 피할 수 없다. 고고학, 금석학, 화폐학 같은 비문헌 자료들도 그의 집권기를 복원하는 데 유용하게 사용된다.

## 황제 즉위 이전

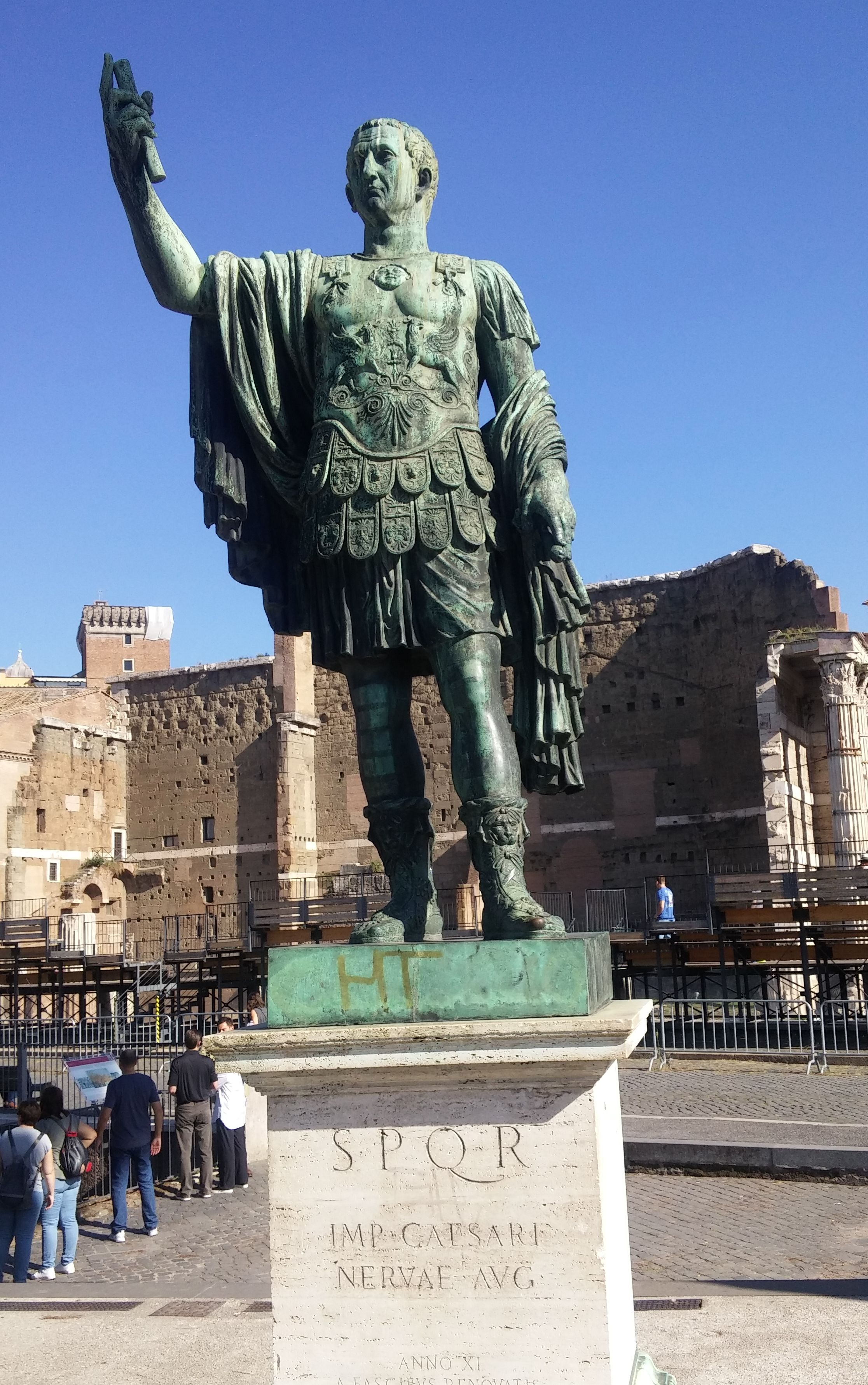
오늘날 이탈리아 로마에 있는 네르바의 조각상.

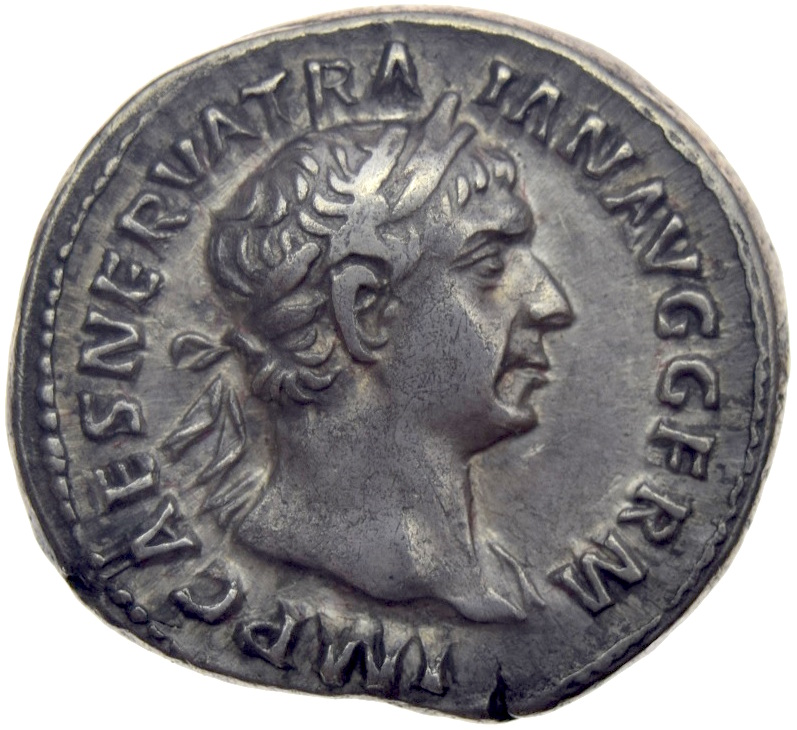
서기 101년 혹은 102년경에 주조된 트라야누스의 데나리우스. 명각: IMP. CAES. NERVA TRAIAN. AVG GERM.

마르쿠스 울피우스 트라야누스는 서기 53년 9월 18일에 히스파니아 바이티카 속주 (오늘날 스페인의 안달루시아)에 있는 이탈리카 [현재 세비야의 외각에 있는 산티폰체 (Santiponce)라는 자치구역]에서 태어났다. 트라야누스가 자주 최초의 속주인 황제라고 하지만, 그의 친가인 울피아 씨족은 에트루리아와 경계를 이루는 곳에 있는 움브리아의 투데르 (Tuder, 오늘날 토디) 출신으로, 외가인 마르키아 씨족은 사비니인을 기원으로 하는 이탈리아족계 출신이다. 울피아 씨족이 언제 이주했는지는 알려져 있지 않으나, 트라야누스의 출생지인 이탈리카는 기원전 206년경에 이탈리아족계 정착민들의 로마 군사 식민지로 지어졌다. 입증할 수는 없으나 트라야누스의 선조들이 그 지역 출신 여성들과 결혼하여 어느 시점에 자신들의 시민권을 상실했을 수는 있다. 하지만 이들은 기원전 1세기 중엽에 라틴 시민권과 함께 이탈리카가 무니키피움이 되던 때에 자신들의 지위를 분명히 회복했다.
트라야누스는 로마 귀족이자 플라비우스 왕조의 두 번째 황제였던 티투스의 처형인 마르키아와 울피아 씨족 출신의 저명한 원로원 의원 겸 장군인 마르쿠스 울피우스 트라야누스의 아들이었다. 아버지 마르쿠스 울피우스 트라야누스는 제1차 유대-로마 전쟁 기간 베스파시아누스 곁에서 복무했고, 프레텐시스 제10군단을 지휘했다. 아버지 트라야누스 본인은 그가 죽은 뒤에도 오랜 기간 지속되었던 저명한 많은 울피아 씨족 중 한 명이었다. 그의 누이는 울피아 마르키아나였고, 조카는 살로니나 마티디아였다. 울피아 씨족의 파트리아는 히스파니아 바이티카에 있는 이탈리카였다.
젊은 시절에, 그는 로마 제국 국경 중 가장 치열한 곳들에서 복무하며, 로마군 내에서 계속 승진해 나갔다. 76년 혹은 77년경에, 트라야누스의 아버지는 시리아의 총독 (Legatus pro praetore Syriae)이었고, 트라야누스 본인은 군사 호민관으로 있었다. 아버지의 임기가 끝난 후, 그곳에서 그는 불분명한 라인강 속주 지역으로 전근된 것으로 보이며, 플리니우스는 트라야누스가 두 번의 파병 기간에 전투 활동 임무에 참여한 것을 암시했다. 대략 86년에, 트라야누스의 친척 P. 아일리우스 아페르가 그의 어린 자녀들인 하드리아누스와 파울리나를 고아로 둔 채 사망하였는데, 트라야누스와 그의 동료, 푸블리우스 아킬리우스 아티아누스가 이 두 명의 공동 후견인이 되었다.
91년에, 트라야누스는 30대 후반의 나이로 일반 집정관이 되었는데, 해당 지위를 가질 수 있는 최소 연령 (32세) 바로 위였기에 이는 대단한 영예이었다. 이는 그의 아버지가 통치 중인 플라비우스 왕조의 성장에 도움이 됐던, 아버지의 경력 덕분에, 집정관에 오르게 됐고 파트리키가 되었다는 것으로 설명할 수 있다. 이 시기 무렵에, 트라야누스는 다마스쿠스의 아폴로도루스와 같이 로마로 복귀했고 또한 님에 있는 로마 정착지 출신 귀족 여성 폼페이아 플로티나와 혼인했으며, 둘 사이에 끝내 자식은 없었다.

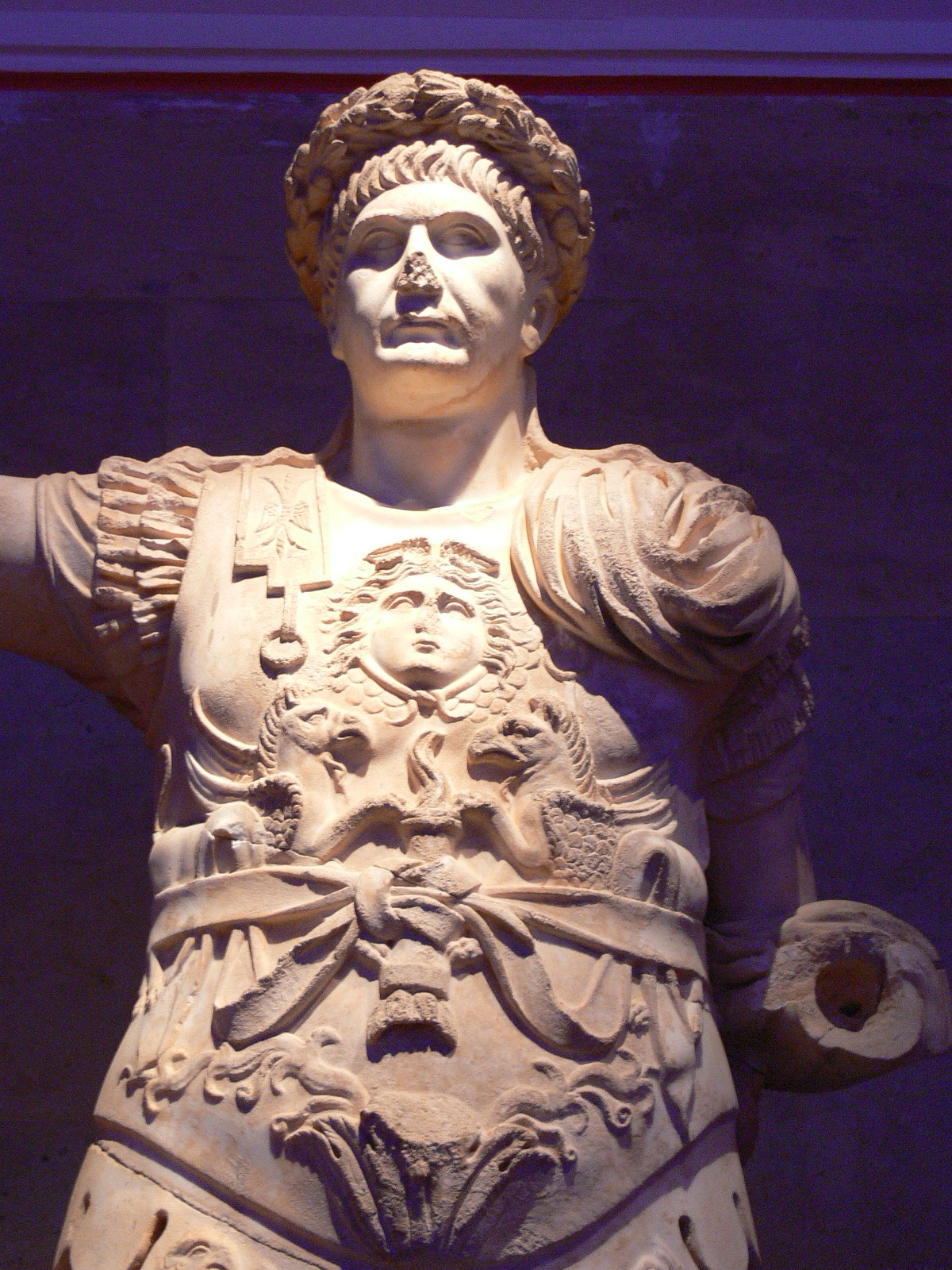
시민관을 쓰고 및 근육 흉갑 같은 군복장을 갖춘 트라야누스 (서기 2세기 안탈리아 박물관)

트라야누스가 동성애 쪽 성향이 있다는 것이 율리아누스와 카시우스 디오 같은 작가들에게 언급되었다. 트라야누스의 추정상 연인들로는 하드리아누스, 궁정의 하인들, 배우 필라데스 (Pylades), 아폴라우스투스 (Apolaustus)라는 무용수, 원로원 의원 루키우스 리키니우스 수라 등이 있었다.
트라야누스의 상세한 군사 경력에 관한 정보는 불명확하다. 89년에 그가 히스파니아 타라코넨시스의 게미나 제7군단의 레가투스로 있던 시절에 쿠데타 시도가 일어났을 때 도미티아누스를 지지한 것만 알려져 있다. 이후, 91년에  집정관직 (아킬리우스 글라브리오와 수행했으며, 집정관 두 명이 통치 왕조 출신이 모두 아니었던, 당시에 드문 집정관 조합이었다)을 마친 후, 그는 판노니아나 게르마니아 수페리오르 혹은 두 지역의 총독으로서 일부 행적이 불분명한 집정관직을 맡았다. 의도적으로 트라야누스와 "폭군" 도미티아누스 간 개인적 연관성을 강조할 수 있는 상세한 정보를 숨기고 싶어 한 것으로 보이는 플리니우스는 당시에 여러 가지 (불분명한) 군사적 위업을 트라야누스에게 돌렸다.
도미티아누스의 후임인 네르바는 군대의 지지를 얻지 못했고 친위대 사령관 카스페리우스 아일리아누스에게 도미티아누스를 시해한 자들을 처형하도록 강요받자, 퇴위당하는 걸 피하기 위해서 군사적 지지를 얻는 것이 필요하다고 느꼈다. 주장되는 바에 의하면 그는 97년 여름에 트라야누스의 두드러진 군사적 업적에만 의존하여, 트라야누스를 양자이자 후임자로 지명하면서 이를 이뤄낸다. 하지만 동시대 문헌 자료에서 트라야누스 입양이 네르바에게 부과된 것이라는 암시들이 존재한다. 플리니우스는 그가 기록을 남길 때, 황제가 억지로 하게끔 강요받을 수 없음에도, 만약 이 입양이 트라야누스가 권력을 얻기 위한 방식이라면, 그럴 만한 가치가 있었다는 등의 많은 내용들을 암시했다. 앨리스 쾨니히는 네르바의 집권기와 트라야누스의 집권기 간의 자연스러운 연경이라는 개념은 타키투스와 플리니우스 같은 트라야누스 집권기 작가들의 기록물로 인해 만들어진 사후의(ex post facto) 허구라고 주장하였다.
《히스토리아 아우구스타》에 의하면, 트라야누스의 입양 소식을 전한 이가 미래의 황제 하드리아누스였다고 한다. 하드리아누스는 당시에 트라야누스와 함께 라인강 국경에서 천부장으로 있었다. 하드리아누스는 트라야누스가 자신을 둘러싸고 있던 교제 범위와 관계에 깊숙이 관여되고 있었고, 그 관계에는 트라야누스의 최고 개인 참모이자 공식적인 친구가 된 게르마니아 인페리오르의 총독이자 히스파니아 출신의 루키우스 리키니우스 수라가 있었다. 트라야누스의 영향력에 대한 표시로, 수라는 나중에 107년에 3선의 집정관이 되었다. 몇몇 고대 사료들은 그가 로마의 아벤티노 언덕에 트라야누스의 이름을 딴 목욕탕을 지었다거나 트라야누스의 명령으로 목욕탕을 짓고 그러고 나서 트라야누스의 이름을 붙였다고 하는 내용을 전하는데, 수도의 공공 시설물은 황제 일가만 헌정하는 것 가능하게 한 정해진 법의 유일한 예외 사항이었기에, 두 가지 경우 모두 엄청난 영광이었다. 이 목욕탕은 나중에 데키우스가 트라야누스와 자신의 연관성을 강조하기 위한 수단으로서 3세기 때 확장되었다. 수라는 또한 108년에 하드리아누에게 황제 계승자로 선출된 걸 말해준 것으로도 묘사되었다. 현대 역사가들에 따르면, 킹메이커이자 회색 추기경으로서 수라의 역할이 일부 원로원 의원들, 특히나 수라의 군사 및 웅변에 능통함을 알고 있으나 동시에 그의 탐욕 및 베스파시아누스의 회색 추기경인 리키니우스 무키아누스와 유사한 부적절한 방식을 싫어하던 역사가 타키투스등에게 미움을 받았다.
네르바가 집권할 때인 게르마니아 인페리오르 총독 시절, 트라야누스는 위기일발의 속주 지역을 능숙하게 통치하여 게르마니쿠스라는 칭호를 받았다. 98년 1월 27일에 네르바가 사망하자, 트라야누스는 별 문제 없이 황제 자리를 물려받았다. 그러나, 그가 로마로 항하는 데 서두르지 않고 라인강과 다뉴브강 국경 지대로 장기간의 시찰을 갔기 때문에 로마에서 그의 권력 위치가 안정적이지 못했고, 그가 가장 먼저 국경 지대의 군대의 충성을 확실히 받아야만 했다. 트라야누스는 친위대 사령관 아일리아누스에게 자신이 있는 독일로 오라고 명령을 했고, 그곳에서 아티우스 수부라누스에게 직위를 빼앗긴 채 처형당했다. 따라서 트라야누스의 즉위는 성공적인 쿠데타로 볼 수 있다.

## 황제 시기

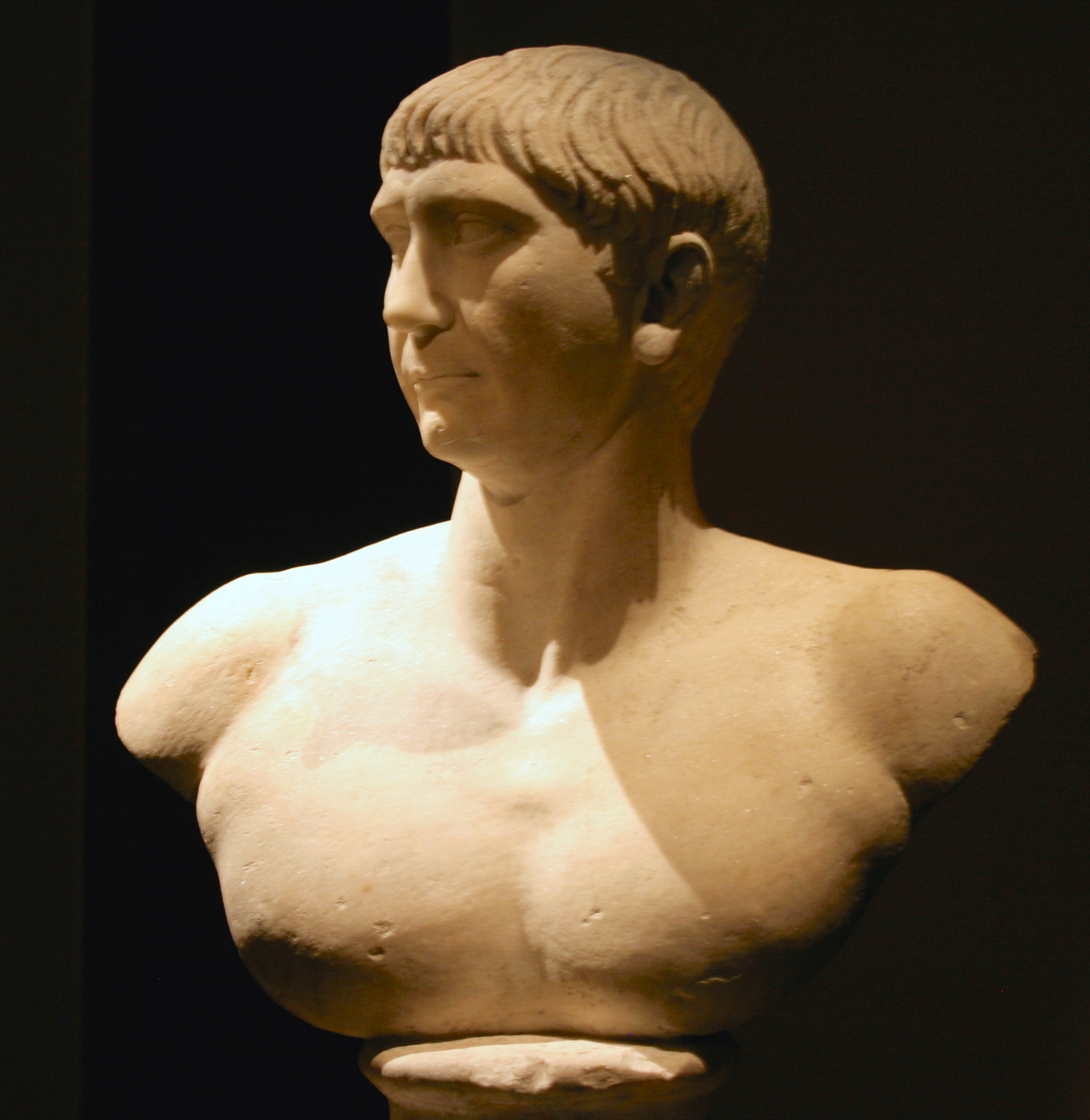
오스트리아 빈의 미술사 박물관에서 소장 중인 서기 108년경의 트라야누스 흉상

로마로 입성하던 중에, 트라야누스는 플레브스들에게 직접적인 금전 선물을 부여했다. 하지만 군대에 주어지는 전통적인 기부금은 절반만큼 줄었다. 도미티아누스의 집권기 및 쿠리아와 관련한 처리들이 유혈 사태를 남긴 후에도, 황제와 원로원 간의 긴장된 관계라는 문제들이 남아있었다. 권력을 쥐는 걸 꺼리는 척을 하며, 트라야누스는 원로원에서 그를 둘러싼 의견 일치를 만드는 것이 가능했다. 99년에 뒤늦은 그의 로마 입성 의식은 눈에 띄게 간소화되었고, 그것을 소 플리니우스가 상세하게 말한 바 있다.
도미니티아누스의 기사 계층 (Equites) 관료에 대한 선호 정책을 공공연하게 지지하지 않음으로써, 황제는 그의 권위를 전통적인 계층과 원로원에서 나오는 지지를 통해 발생한다고 하는 사상 (플리니우스가 발전시킨)을 받아들이는 모습을 보였다. 따라서 그는 자신의 통치에 대한 공화정적인 특성을 나타낼 수 있다. 100년 1월 1일에 있었던 그의 세 번째 집정관직 취임 연설에서, 트라야누스는 원로원에 자신과 함께 제국을 돌보는 걸 같이하자고 촉구했으며, 이 사건은 후에 주화로 기념되었다.실제로는, 트라야누스는 원로원과 어느 실질적인 면에서 원로원과 권력을 공유하지 않았고, 플리니우스도 일부를 솔직히 인정했다: "모든 것들이, 공공의 안녕을 위해, 모든 기능과 임무를 혼자 쥐고 있는 단 한 사람의 변덕에 달려있다." 그의 집권기에서 가장 특이한 트렌드 중 하나가 원로원 속주이던 아카이아와 비티니아를 지방관의 과도한 공공 사업 지출 및 원로원이 임명한 여러 프로콘술들의 속주 문제에 관한 대체적인 관리 실패를 처리하기 위해 황제 직할로 바꾸는 등 원로원의 권위 범위에 대한 침범이었다.
하지만 플리니우스가 발전시킨 방식에서, 트라야누스는 원로원이 좋다고 하거나 싫다고 하는 같은 것들을 좋다거나 싫다고 함으로써 그 자체로 “좋은” 황제였다. 만약 트라야누스가 실제로는 전제 군주였다면, 의원들을 향한 그의 공손한 행동은 그에게 고결한 군주라고 보일 수 있는 자격을 주었다. 전반적인 생각은 트라야누스가 contumacia (오만) 대신에 moderatio (겸손)으로 전제 권력을 휘둘렀다는 것이었다. 정리하자면, 로마 제정 시기의 대부분의 작가들이 발전시킨 전제정치 윤리에 의하면, 트라야누스는 플리니우스가 인용하길 “인간은 모범에서 더욱 배운다”라고 하며, 공포를 덜 사용하고, 롤 모델로서 모습을 많이 보이며, 좋은 지배자였다는 것이다.
마침내, 의원들 사이에서 트라야누스의 인기가 대단해서 로마 원로원은 "최고"를 뜻하는 optimus라는 경칭을 트라야누스에게 부여했으며, 이는 105년부터 발행된 주화들에 나타났다. 이 칭호는 압류당한 재산을 되돌줬던, 은인이라는 트라야누스의 역할과 관련 있었다.
트라야누스의 이상적 역할이 보수적인 것은 플리니우스의 저서들뿐만 아니라 프루사의 디오의 연설문들, 특히 트라야누스 집권기 초기를 구성한 그의 네 권짜리 《Orations on Kingship》에서 명백해졌다. 황궁에 지인들을 둔, 그리스 출신의 귀족이자 지식인이며, 황제의 공식 친구 (amicus caesaris)일 수도 있는 디오는 트라야누스를 현상(status quo)의 수호자로 보았다. 그의 《kingship oration》 3권에서, 디오는 "우애"를 수단으로 지배하는 이상적인 왕을 묘사했는데, 여기서 우애란 피지배자와 지배자 간의 중재자로 행동하는 지역 귀족들의 조직과 후원을 통한 방식이다. 그러나 트라야누스 (혹은 다른 로마 황제)와 친구가 되는 디오의 개념은  비공식적인 해결이었고, 로마 행정에 그런 "친구들"이 공식적으로 포함하지 않는다는 것이었다.

### 감찰관: 로마/그리스 관계
원로원계 황제인 트라야누스는 도시 지배 계층들 출신들에서 정치적 지지에 대한 기반을 택하려고 하는 경향이 있었다. 서방에선, 이것이 자신과 같은 원로원계 가문을 의미했고, 동방에선, 그리스 귀족 가문을 의미했다. 이런 와중에 그리스인들은 자주 국가 시절이던 기억 및 공공연하게 인정받는 문화적 우월감을 갖고 있었으며, 이들은 자신들을 로마인이라고 여기는 대신에, 로마의 지배를 혐오했었다. 그리스 지배 계층들이 로마에 원했던 것은, 무엇보다도, 평화로운 상태로 있는 것과, 자치에 대한 권한을 허용해주는 것(다시 말하여, 이탈리아처럼 속주 정부에서 제외되는 것), 자신들의 이익에 집중하도록 해주는 것이었다. 그리스 귀족들이 주로 민중을 다루는 데에 실패하여, 로마 총독의 개입에 대한 필요성을 만들어내는등, 제국의 업무 관리에 대한 자신들의 책임을 회피하고 있었다는 로마인들의 관점에서, 이것은 로마인들이 의도하지 않은 바였다.
이 그리스의 이탈에 대한 훌륭한 예시는 트라야누스와 관계에서 프루사의 디오가 행했던 개인적 역할이다. 필로스트라토스는 디오를 트라야누스의 절친이라고 묘사했고 트라야누스는 디오와 공공연하게 대화를 하던 것으로 보인다. 그럼에도 불구하고 값비싼 시설 건축 계획에 대한 취향이 있었고 로마의 중요한 정치적 인사라는 허세가 있던 그리스 출신 지방관인 프루사의 디오는 실제로 트라야누스의 권위 쇄신의 목표 중 한 명이었고, 쇄신의 방식은 기술적으로 자유롭던 그리스 도시들에 대한 민간 재정 감사를 위한 검열관을 임명하는 것이었다. 주 목표는 인근 도시들 간에 오랜 경쟁에서 전해진 공공 사업에 대한 과도한 지출을 억제하는 것이었다. 플리니우스가 트라야누스에 대해 적었듯이, 이 경쟁은 완공되지 않거나 형편없이 이뤄진 공공사업이라는 눈에 가시적인 결과가 있었다.
그리스 도시들 및 도시들의 지배 계층들 사이의 경쟁은  주로 우월성의 표시들, 특히나 로마 황제가 내려준 칭호 같은 것들이었다. 이러한 칭호들이 그리스 도시들이 외견상 로마에 어떻게 대접을 받는 가로 결정되는 순위 체계에서 순위로 정해졌다. 이러한 경쟁이 취한 일반적인 모습은 도시들이 각 도시들에 "쇼를 보여주기 위한 낭비적이고, 불필요한 건축물들"이란 경쟁할 수 있는 기회를 선사하던 웅장한 건설 계획이 그 예시였다. 이런 사치스러운 소비에 대한 부작용은 중하위 지배계층들이었고, 따라서 지배계층에서 덜 부유한 이들은 갈수록 개인 지출이 늘어나던 지방관이라는 관직을 맡은 걸 꺼려했다.
로마 당국은 그리스 도시들끼리 반목하는 걸 좋아했고, 이걸 프루사의 디오는 분명히 알고 있었다:
그들의 공공 사업 활동으로, [로마 총독들은] 여러분을 바보 무리들로 낙인찍었고, 거기다, 그들은 우리가 종종 아이들에게 아주 가치있는 것 대신에 아주 별 볼일 없는 걸 주듯이, 여러분들을 그저 애들처럼 다룬다 [...] 정의 대신에, 거주민들의 사적 재산에 대한 수탈 및 강탈에서 도시들의 해방 대신에, 그들이 여러분들을 모욕하는 걸 삼가하는 걸 대신에, 여러분들의 총독들은 여러분에게 칭호들을 건내고, 여러분들을 말이나 글로 '으뜸'하다고 한다. 그런 뒤에, 그때부터 그들은 형벌이 없는 방식으로 여러분을 아주 꼴지로 취급할 것이다!  "

이 로마 당국 역시도 그리스 도시들의 자치권을 보장하고 그에 따른 제국의 세금에 대한 즉시적인 징수를 하는 데에 관심이 있었다. 마지막으로, 공공 시설에 대한 과도한 지출은 지역의 우월성을 얻기 위한 수단일뿐만 아니라 그리스 엘리트 계층들이 이질적인 문화적 정체성을 유지하기 위한 수단이기도 했다. 동시대의 제2의 소피스트 출현에서 표현된, 이 "문화적 애국주의"는 정치적 독립의 상실에 대한 대체물의 한 종류로서 역할을 했으며, 로마 당국에선 외면당했다. 트라야누스 그 스스로도 플리니우스에게 다음과 같이 글을 남겼다: "이 불쌍한 그리스인들 모두가 김나시온을 사랑한다 ... 그들은 자신들의 진짜 필요에 맞는 것들과 어울리는 것으로 만족해야 할 것이다."
황제나 프로콘술의 일시적 개입으로 인한 옛 방식이 그리스 귀족들의 허례허식을 억제하는 데는 역부족이라 느꼈기에, 최초로 알려진 감찰관 (Correctores)은 "그리스 자유 도시들의 상황을 처리"하는 임무를 부여받았다. 디오의 도시인 프루사에서 온 대사가 트라야누스에게 호의적인 반응을 얻지 못했고, 이건 디오의 목표와 관련이 있었는데, 그것은 프루사를 로마로부터 면세되는 "독립" 도시국가인 자유 도시의 지위로 올리는 데에 있었다는 것에서 주목할 점이다. 마침내 디오는 프루사가 최고 법원 구역인 콘벤투스가 되는 권한을 얻어냈으며 (프루사인들은 로마 총독에게 재판을 갈 필요없다는 것을 의미한다), 대신에 엘레우테리아 (eleutheria, 완전한 정치적 자치에 대한 자유)는 거부되었다.

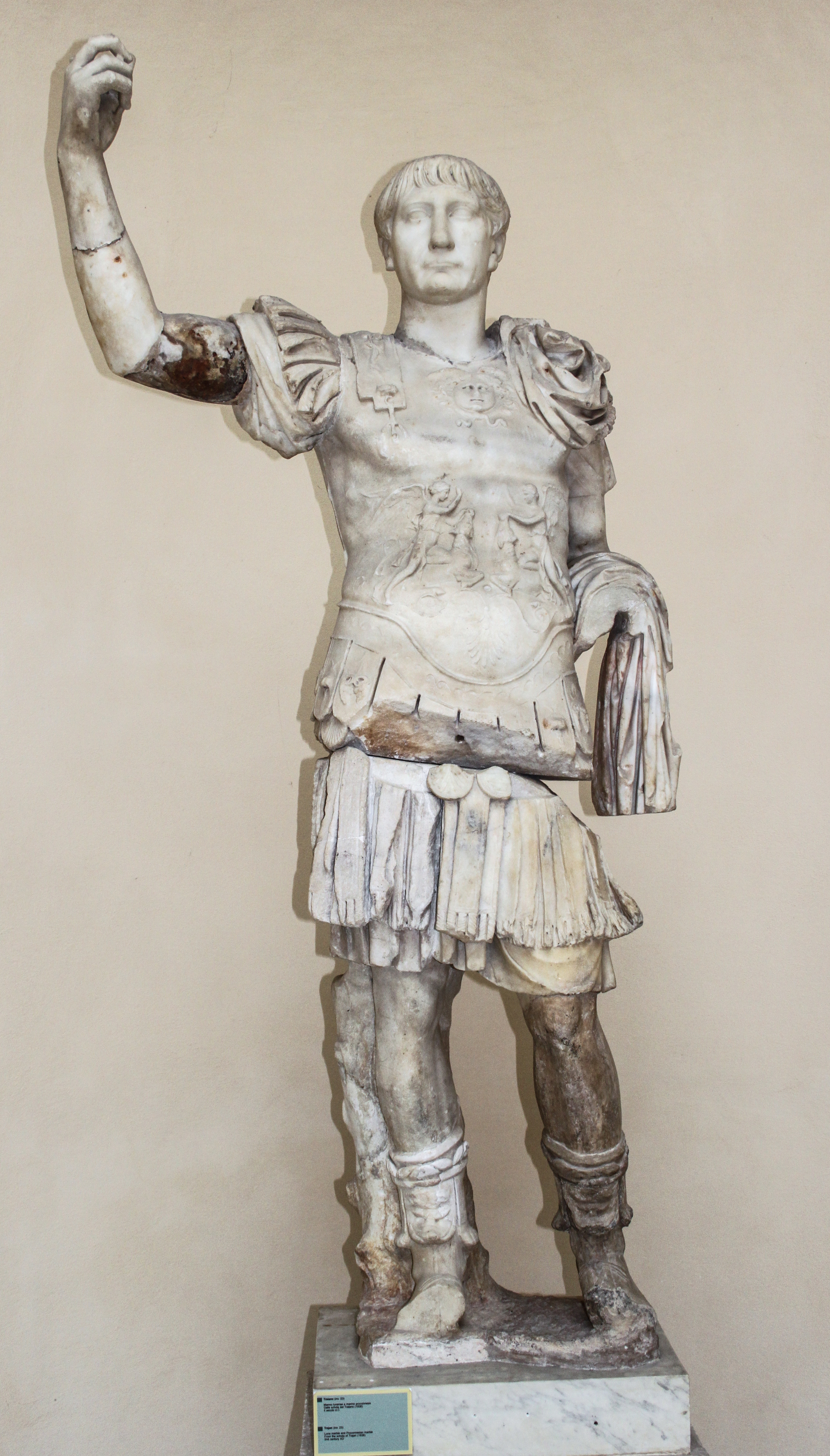
오스티아 안티카에서 출토된 서기 2세기의 루나 대리석과 프로콘네수스 대리석으로 된 트라야누스 조각상

마침내 디오와 그의 동료 관리들이 일으킨 재정적 혼란의 결과를 처리하기 위해, 서기 110년경에 비티니아 총독인, 플리니우스에게 그 임무가 떨어졌다. "[도시들의 재정이] 무질서한 상태라는 것이 확실히 증명되었다"라며, 플리니우스는 지역의 건설업자들과 결탁된 불필요한 작업들의 계획이 주요 문제 중 하나로 확인되었다라는 내용을 트라야누스에게 보냈다. 플리니우스가 제안한 당시의 조치들 중 하나는 철저히 로마의 보수적인 위치를 보여주었다: 그리스 도시들의 재정 자립이 의원들의 지갑에 의존하고 있으므로, 그 지역 도시 의회에 더 많은 의원들을 두는 것이 필수적이라는 것이었다. 플리니우스에 따르면, 이 사태를 해결하는 가장 좋은 방법은 의회의 의석 최소 연령 나이를 낮춰, 이미 자리잡은 지배계층의 자녀들을 의석에 더 많이 앉히게 가능하게 만듦으로서, 공공 지출에 기여하게 하자는 것이었다. 이 방식은 귀족층이 아닌 신진 부유층들을 의석에 참여시키는 것보다 더 선호되는 것으로 여겨졌다.
디오의 도시 프루사에 의원 수가 늘어난 것은 자신들의 지위가 낮아졌다고 느낀 기존 의원들을 당황시키는 일이었다. 비슷한 상황이 클라우디오폴리스에서 있었으며, 이곳은 트라야누스의 허가로 등록된 "추가적인" 의원들이 낸 입장료의 수익으로 대중 목욕탕이 지어졌다. 또한 다이제스트에 따르면, 도시 행정관이 특정 공공 시설을 확충해주기로 약조했을 때, 그 시설 건설을 마치는 걸 후임자의 책임으로 한다는 법령을 트라야누스가 반포하였다고 한다.
트라야누스는 도미티아누스로 인해 추방당한 많은 이들 (디오를 포함)을 로마로 다시 불러들이고, 도미티아누스가 압류한 많은 사유 재산들을 되돌려주면서 (네르바 때부터 시작), 그 스스로도 그리스 지식인 엘리트 계층의 환심을 샀다. 그는 또한 델포이의 유명인사인 플루타르코스와 문제를 잘 해결하기도 했는데, 델포이와 델포이의 인근 도시들 간의 경계 분쟁을 중재했던
트라야누스의 보좌관 중 한 명이 플루타르코스의 고향을 위한 결정으로 호의를 산 것으로 보인다. 허나, 그리스 지식인들과 저명 인사들을 지역 행정을 위한 도구로 여기고, 특권적인 위치에 이들이 있는 것을 허용하지 않겠다라는 것이 트라야누스에게는 분명했다. 이 당시에 플리니우스가 그의 편지들 중에 하나에서 말했듯이, 그리스 민간 엘리트들이 관념적으로는 자유로우나 이들의 로마인 지배자들과 동등한 지위에 있지 않은, 이들의 지위에 맞도록 다뤄지는 것이 공식적인 정책이었다. 아파메이아시가 로마 식민지라는 자신들의 "자유로운" 지위를 주장하며, 플리니우스가 시행한 회계 감사에 대해 불만을 토로하자, 트라야누스는 이러한 조사들이 시행된 것이 자신의 주문으로 행한 것이라는 글로 답변했다. 독립적인 지방 정치 활동에 대한 우려가 니코메디아가 소방 부대를 두는 걸 금지("만약 사람들이 공공의 목적을 위해 모일 경우 ... 그들은 곧 그 목적을 정치적 집단으로 바꿀 것이다"라며, 트라야누스는 플리니우스에게 편지를 보냈다)한 것 외에도 돈이나 선물의 분배 같은 지역 유명 인사들의 과한 민간의 관대함에 대한 그와 플리니우스의 우려 등에서 보이기도 했다. 같은 이유로, 플리니우스의 편지로 판단해 볼 때, 트라야누스와 그의 측근들은 디오와 다른 그리스 유명인사들이 본, 자기네들과 로마 거물 인사들 간의 "특별한 연결"이라는 것에 근거한 정치적 영향력을 발판으로 둔 요구들이, 로마인들 자신들에게 경종을 울릴 만큼이나 싫증을 느꼈다라고 추측해볼 수 있다. 플리니우스가 전한, 한 사건에선 프루사의 디오가 트라야누스의 조각상을 자신의 아내와 아들이 묻힌 건물 단지에 두었고, 이로 인해 황제의 조각상을 무덤 근처에 두었다는 반역죄로 기소되었으나, 트라야누스가 그 기소를 철회했다고 한다.
그럼에도, 감찰관(corrector)직이 그리스 도시들의 유명인사들 간 독립적인 정치 활동에 대한 낌새를 억제하고자 하는 도구로 의도되었지만, 감찰관들 스스로 모두가 특례로 임명된 고위 사회 계층자들이었다. 이 직위는 황제의 이익에 의지해 경력을 만들어온 원로원 의원들의 보상으로서 어느정도 인식된 것으로 보인다. 따라서 실상에서 감찰관은 그리스 유명인사들과 로마 원로원들 둘다를 길들이는 수단으로 여겨졌다. 트라야누스가 그리스 도시들의 민간 지배 계층을 우려하기는 했지만, 매년 하나씩 소규모 지방관들을 위해 열어둔 20개의 직위 중 하나 (비긴티브리)를 할당함으로써, 그 역시도 도미티아누스 시기에 이미 계획됐던, 많은 수의 저명한 동방 인사들을 원로원으로 들였다는 것도 언급되어야하는 점이다. 이 경우에는 (한 비문에 의하면) 몇몇 헬레니즘 왕조들과 종속국 왕들의 후손이자 "그리스 지역 사회의 지도자"인 가이우스 율리우스 세베루스 및 갈라티아의 유명 인사들이 그랬을 것이다. 세베루스는 105년에 집정관이기도 했던 저명한 장군인 가이우스 율리우스 콰드라투스 바수스의 조부였다. 다른 저명한 동방의 원로원 의원에는 헤로데 대왕의 후손이자 116년에 부집정관인 가이우스 율리우스 알렉산데르 베레니키아누스가 있었다. 트라야누스는 제국의 절반인 그리스어 화자 지역에서 최소한 14개의 원로원 의원을 만들어냈으며, 이런 전례가 없는 모집 인원 수는 그의 재위 기간에 "전통적 로마인"이라는 성격과 그의 후임자 하드리아누스의 "그리스적" 성격에 대한 문제의 의구심이라는 문제를 재기했다. 그러나 당시 트라야누스의 새로운 동방 출신 의원들은 지역적 영향력보다는 대부분 아주 강력하고 매우 부유하던 이들이었고, 혼인을 통한 많은 결합으로, 이들중 다수가 원로원에 완전히 새로운 것은 아니었다. 지역적 수준에서, 동방의 하류층들 사이에선, 로마의 지배에 대한 대부분의 그리스 유명 인사들과 지식인들의 소외와 이런 그리스 유명인사들이 로마인들을 외국인으로 여긴 것은 트라야누스 재위 이후에도 꽤나 지속됐다. 동방 지역에서 트라야누스의 원로원 의원직을 만들어준 이 중 한 명이 콤마게네 왕가 출신인 아테네의 가이우스 율리우스 안티오코스 에피파네스 필로파포스로, 죽고 나서 무세이온 언덕에 있는 장례 기념물을 남겨 두었는데 이는 후에 파우사니아스에게 "시리아인 사내를 위해 지어진 기념물"이라며 폄하적으로 묘사되었다.

### 다키아 정복

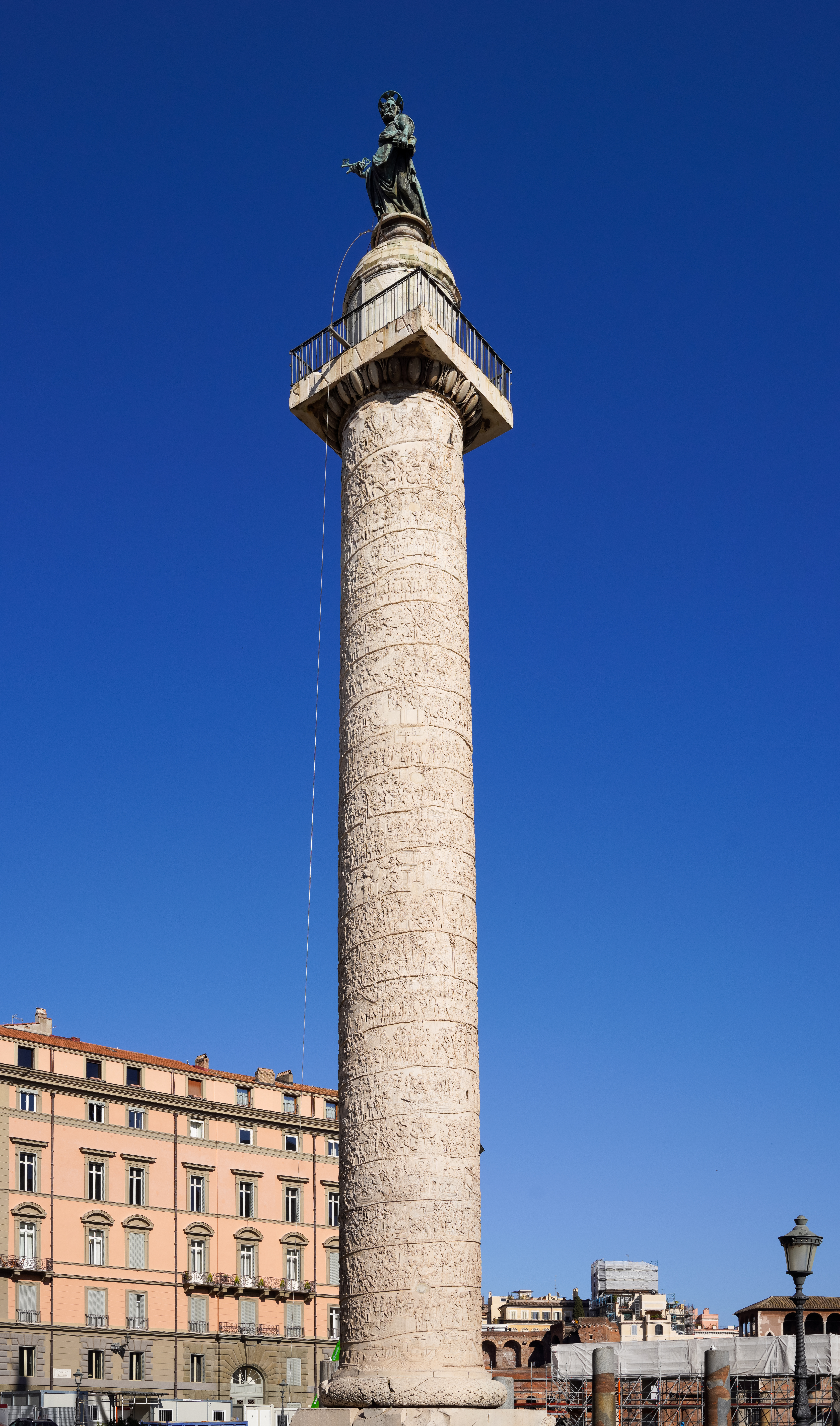
로마에 있는 트라야누스 원주

트라야누스는 중동 지역 내 정복 활동으로 특히 알려져있으나, 초기에는, 다뉴브강 너머에 있는 다키아 국경 집단을 로마 제국으로 실질적 합병시키는 과정에 따른, 종속국 축소라는, 다키아 지역에 대한 두 차례 전쟁으로 알려졌으며, 다키아는 도미티아누스의 관료들이 강력했던 다키아의 왕 데케발루스와 협정을 맺은 불안정한 평화로 십 년간 로마에 문제를 일으켰다. 이 강화의 조항에 따라, 데케발루스는 종속국의 왕인 《rex amicus》로 인정되나, 종속 신분을 받아들이는 대가로, 그는 많은 지불금을 로마에서 받은 것과 더불어 기술 전문가들을 지원받기도 했다. 이 강화 조약은 로마군이 마르코만니족, 콰디족, 사르마티아족 등을 공격하도록 다키아 왕국을 통과할 수 있는 권한을 허용해준 것으로 보인다. 그러나 원로원의 여론은 야만족 왕에게 "공물"처럼 보였던 걸 지불한 도미티아누스를 결코 용서하지 않았다. 게다가, 게르만 부족들과 달리, 다키아 왕국은 자기네들의 동맹을 만들어낼 수 있는 조직된 국가였기에, 전략적 위헙이 되었고 트라야누스에게 다키아를 공격할 강한 동기를 주었다.
101년 5월에, 트라야누스는 다키아 왕국에 대한 그의 첫 원정에 돌입했고, 다뉴브강의 북쪽 기슭을 건너 다뉴브강의 철문 근처인 타파이에서 다키아군을 패배시켰다 (제2차 타파에 전투 참조). 그러나 이는 결정적 승리는 아니었다. 트라야누스군은 전투 때 막대한 피해를 입었고, 그는 병력을 재편성하고 보강하기 위해 그 해의 추가적인 군사 활동을 연기했다.
겨울이 지난 뒤, 데케발루스 왕은 사르마티아 기병대의 지원을 받아, 다뉴브강을 너머 하류지역까지 반격을 가하며, 선제 공격을 하였고 트라야누스가 후방의 부대를 도우러 가게끔하였다. 다키아와 동맹군들은 니코폴리스 아드 이스트룸과 아담클리시 등 모이시아에서 두 차례 전투 끝에 밀려나갔다. 그후 트라야누스의 군대는 다키아 영토 더 깊이 진격했고, 1년 뒤, 데케발루스가 항복하도록 했다. 그는 자신의 왕국 일부 지역에 대한 권리를 포기하고, 모든 로마군 탈영병 (주로 기술병들)을 돌려주며, 모든 공성 무기들을 포기해야했다. 트라야누스는 개선식과 함께 로마로 돌아왔고 다키쿠스라는 칭호를 부여받았다.
102년의 강화 조약은 데케발루스를 거의 무해한 상태의 종속국 왕으로 되돌려놨다. 그러나 곧 그는 재무장하고, 다시 로마 탈영병들을 받아주며, 자신들의 서쪽에 이웃했던 이아지게스족계 사르마티아인들을 자신과 동맹을 맺도록 압력을 가하기 시작했다. 반로마 전선을 구축하려고 함으로써, 마침내 데케발루스는 트라야누스에게 다키아를 완전한 정복보다는 보호령으로서 다루는 대안을 고려하지 않게끔하였다. 104년에 데케발루스는 몇몇 로마군 탈영병들의 생각으로 트라야누스의 목숨을 앗아갈려는 시도를 했었고, 트라야누스의 부관 중 한 명인 롱기누스를 붙잡았으나, 그는 구금중에 독극물로 자결했다. 결국, 105년에 데케발루스는 로마가 점령한 다뉴브강 북쪽 영토 공격에 착수했다.
전쟁에 앞서, 트라야누스는 완전히 새로운 두 개의 군단을 징집했었다: 트라이아나 제2군단은 동방 지역인 라오디케이아의 시리아 항구에서 주둔했던 것으로 보이고 울피아 빅트릭스 제30군단은 판노니아의 브리게티오에서 주둔했었다. 105년경에, 다뉴브강 하류로 집결한 로마군은 로마군 총병력의 대략 절반인 총 14개 군단 (101년에 9개 군단부터 시작해서)에 이르렀다. 다키아 전쟁 이후에도, 다뉴브 국경은 로마 제국의 주요 국방 방어선이라는 지위를 라인강 지역과 완전히 대체했다. 보조군을 포함하여, 두 차례 전쟁에 참여한 로마군의 수는 150,000명와 175,000명 사이였고, 반면 데케발루스는 총 200,000만 명을 동원할 수 있었다.
다마스쿠스의 아폴로도로스의 설계에 따라, 트라야누스는 다뉴브강을 건너는 거대한 다리 건설 명령을 내렸으며, 이 다리로 로마군은 심지어 겨울에 병사들의 무리 통행이 이뤄질 만큼 강이 충분히 얼지 않았을 때도, 재빠르고 대량으로 다뉴브강을 건너는 것이 가능했을 뿐만 아니라 지원군을 보낼 수 있었다. 트라야누스는 또한 다뉴브강의 철문 일대 지역에 대한 기간 시설들을 개선했다. 그는 철문을 따라 있는 도로들을 만들거나 확장 명령을 했고, 골짜기 쪽으로 도로를 추가했다. 이외에도, 트라야누스는 철문의 급류 주변에 운하를 만들도록 명령했다. 이에 대한 증거는 로마군 요새의 터인 카푸트 보비스 근처에서 발견된 대리석 조각들이 있다. 101년의 것으로 거슬로 올라가는 대리석 조각은 카사냐 지류에서 최소한 두키스 프라툼까지 이어지는 운하가 지어졌다는 걸 나타내며, 이 운하의 재방은 여전히 최근까지도 볼 수 있었다. 허나, 카푸트 보비스의 대리석 조각들이 있는 것은 그 운하가 이 지점까지 뻗어있었다거나 카사냐-두키스 프라툼을 잇는 강하류의 또다른 운하가 있었다는 걸 나타낸다.

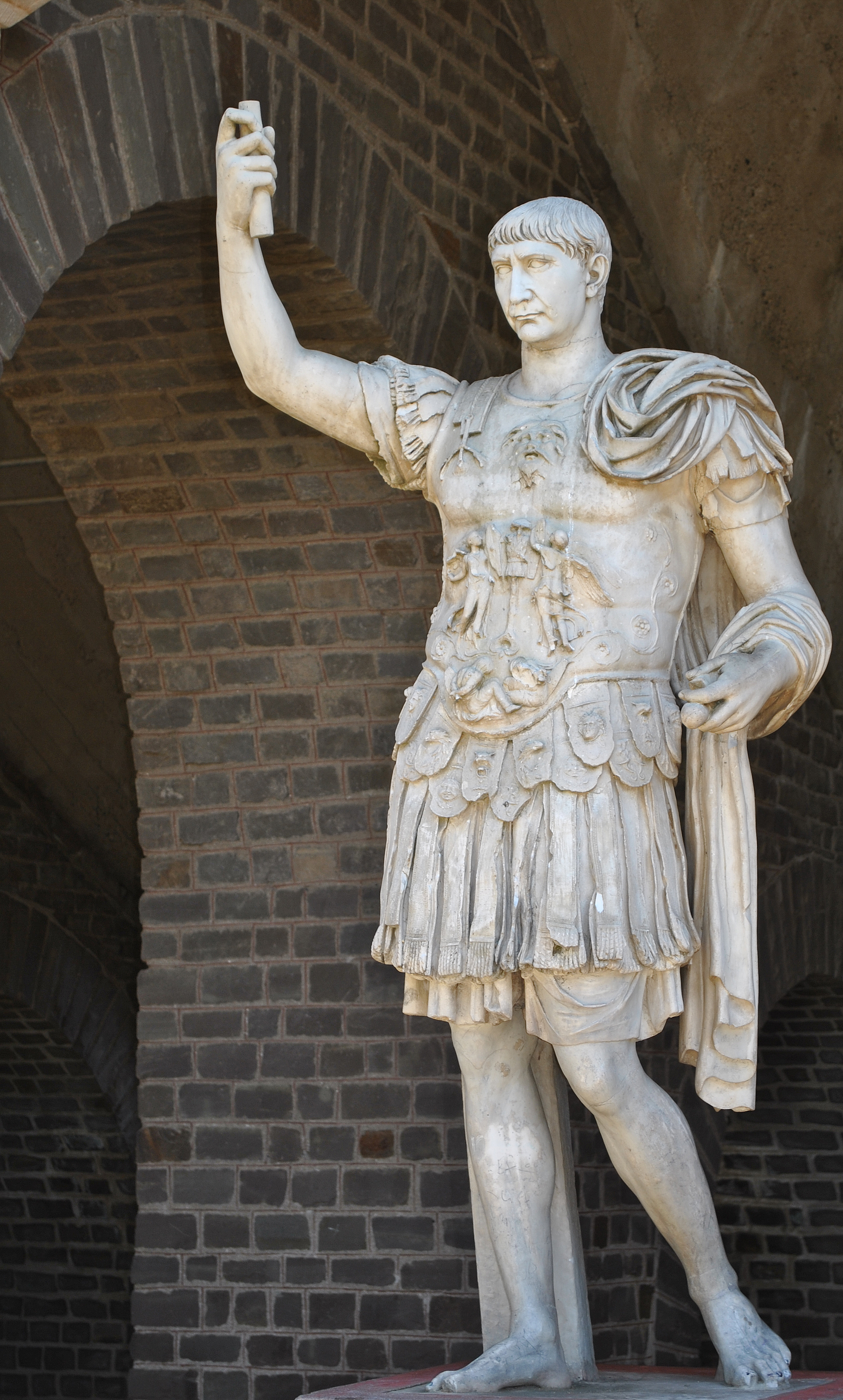
크산텐 고고학 공원에 있는 콜로니아 울피아 트라이아나 극장 앞에 있는 군복을 입은 트라야누스 조각상

이 값비싼 계획들이 완료되자, 105년에 트라야누스는 다시 야전으로 향했다. 대부분이 정적인 전쟁 양상이었던 것으로 보이는 격렬한 전쟁 당시에, 전략적 여지가 없었던 다키아인들은 로마군들이 체계적으로 공격을 퍼붓고자 하던 자신들의 요새망을 유지했다 (제2차 다키아 전쟁 참조). 로마군은 사르미제게투사 레기아에 있는 데케발루스의 요새 주변의 다키아인들의 영역을 서서히 조여나갔고, 마침내 요새를 점령하여 파괴했다. 데케발루스는 달아났으나, 로마군 기병대에게 구석으로 몰리자, 자결을 했다. 기병인 티베리우스 클라우디우스 막시무스라는 자가 데케발루스의 잘려진 머리를 트라야누스에게 전했고, 이후에 머리는 로마에서 카피톨리노 언덕으로 올라가는 계단에 전시되다가 게모니아이 계단으로 던져졌다.
트라야누스는 사르미제게투사라는 완전히 같은 이름을 지녔긴 했지만, 또다른 지역 (이전의 다키아 수도가 있던 언덕 성채의 북쪽)에 새로운 도시인 콜로니아 울피아 트라이아나 아우구스타 다키아 사르미제게투사를 지었다. 이 도시는 순수한 민간 행정 중심지로 여겨졌고 평범한 로마식의 행정 조직들 (데쿠리오, 아이딜레 등.)을 제공받았다. 로마령 다키아의 도심 생활은 대개 군의 베테랑들로 이뤄진, 로마인 식민자들에게 제한된 걸로 보이며, 속주 내에 외국인 도시들의 존재에 대한 남아있는 증거들이 존재하지 않는다. 토착 다키아인들은 자신들의 방식에 따라 교외의 거주지에서 계속 삶을 이어나갔다. 로마의 다른 속주들과 같지 않은 다른 것들로는, 로마 정복 후에 기존의 다키아인들의 반도시 거주지들이 사라진 것이었다. 수 많은 계획되지 않은 도시 거주지들 (비키)이 다키아 지역에서 군 주둔지 주변으로 발전했는데 (가장 대표적인 예가 아풀룸) 트라야누스 통치가 지난 후에는 문자 그대로 도시라고만 인정을 받았다.
도시화에 대한 주요 지역적 노력은 트라야누스에 의해, 그가 니코폴리스 아드 이스트룸과 마르키아노폴리스 등 새로운 도시들을 건설했던 모이시아에 있는 후방 지역에 집중되었다. 비쿠스 역시도 트로파에움 트라이아눔 (Tropaeum Traianum) 주변으로 조성되었다. 방어 도시인 오에스쿠스도 군단병의 주둔 끝난 이후엔 로마 식민지 지위를 받았다. 이 옛 다키아의 전초 기지들이 국경 기지 기능이 끝났고 이제는 먼 후방이라는 사실은 다키아의 도시화와 개발이 유도한 것이 작동했다는 것이다.
다키아 전역이 영구적으로 점령된 것은 아니었다. 트라야누스 이후 다뉴브강 하류 너머 일부 지역에 대한 철수가 있은 후에도 영구적으로 속주로 있던 지역은 다뉴브강에서 카르파티아산맥의 안쪽 아치 모양까지 뻗어 있는 지역들이며, 여기에는 트란실바니아, 메탈리페리 산맥, 올테니아 등이 포함된다. 다키아 속주는 다뉴브강에서 북쪽 방향으로 카르파티아산맥 쪽으로 뻗어 있는, 불분명한 국경을 지닌 다뉴브강 북쪽의 "이상한 증가" 형태를 띠었으며, 동유럽에서 추가적인 확장을 위한 전초 기지로서 의도된 것으로 보이는데, 로마인들은 동유럽이 실제보다 훨씬 더 "평평하고", 대양에 가깝다고 생각했다. 다키아 방어는 아풀룸에 주둔한 게미나 제13군단 단 하나의 군단에 맡겨졌으며, 이들은 필요시에 국경에서 거주하던 동쪽이나 서쪽의 사르마티아인들을 타격할 수 있는 전위 부대 역할을 했다. 따라서, 다키아 속주의 방어가 불가능한 성격은 다키아를 추가적인 공격을 위한 공격 기지로서 더 인식하던 트랴아누스에게 문제로 보이지 않았다. 심지어 로마 제국의 추가적인 확장이 없던 시기에는, 다키아의 가치는 로마의 전반적인 국력에 달렸으며, 로마가 강할 시에 다키아의 돌출부는 다뉴브 지역에 대한 군사적, 외교적 제어를 위한 도구였으나 로마가 약할 시에는 3세기의 위기 때처럼, 로마에 장애물이 되었고 결국엔 버려졌다.
트라야누스는 다키아에 로마인들을 재정착시키고 로마 제국의 속주 일부로 합병해냈다. 로마의 엄청난 전리품 (요안니스 리도스에 의하면, 50만 명이 넘는 노예들) 외에도, 트라야누스의 다키아 원정은 다키아의 금광들을 획듬함으로써 제국의 재정에 이익이 되었으며, 이 금광들은 기사 계급 출신들인 황제의 프로쿠라토르들(procurator aurariarum)이 관리했다. 다른 한편, 단일한 소유주 (푼두스)에 의한 거대한 토지 재산의 집중화된 경영 방식을 기초로 한, 빌라 형식의 상업적 작물 개발 모델은 발전이 더뎠다. 이로 인해, 다키아 속주 자체에서 노예 노동력 사용은 상대적으로 덜 발전한 것으로 보이며, 금석학적 증거물들은 노동 계약 (locatio conductio rei)과 시기별 임금제라는 방식으로 행해지는 금광에서 활동을 나타냈다. 다키아 정복의 승리는 일반적으로 모이시아 있는 트로파에움 트라이아니라고 알려진 102년의 기념비 건설과 더불어 훨씬 이후 시기 (113년)에 다키아 전쟁의 가장 중요한 순간들을 돌로 된 박육조에 묘사한 로마에 있는 트라야누스 원주 건설로 기념되었다.

### 나바테아 병합
106년에, 로마의 종속국 왕 중 한 명인 라벨 2세 소테르가 사망했다. 이 사건이 나바테아 왕국 합병을 촉진했던 것으로 보이나, 합병에 대한 방식이나 공식적인 이유는 불명확하다. 몇몇 금석학적 증거들은 시리아와 이집트의 병력들로 된 군사 활동을 나타낸다. 이집트에서 발견된 파피루스를 통해 밝혀졌듯이, 알려진 것은 107년경에 로마 군단들이 페트라와 보스라 인근에서 주둔했다는 것이다. 로마가 차지한 (혹은 주둔하거나, 사막의 핵심적인 지점에 주둔병을 둔 정책을 택한) 최남단은 페트라에서 남서쪽으로 300km 너머에 있는 헤그라였다. 로마 제국은 아라비아 페트라이아 속주 (오늘날 요르단 남부와 사우디아라비아의 북서쪽)가 된 곳을 획득했다. 이 시기에, 리메스 아라비쿠스에 있는 아일라(아카바)에서 보스라를 연결하는 로마 도로 (트라이아나 노바 가도)가 지어졌다. 나바테아가 유프라테스강 서쪽에 있는 마지막 아시아의 종속국이었기에, 이 합병은 로마의 동방 전역이 속주화되었고 플라비우스 왕조 때 시작된 직접 통치 트렌드를 완료했음을 의미했다.

### 평화의 시기: 공공시설과 축제

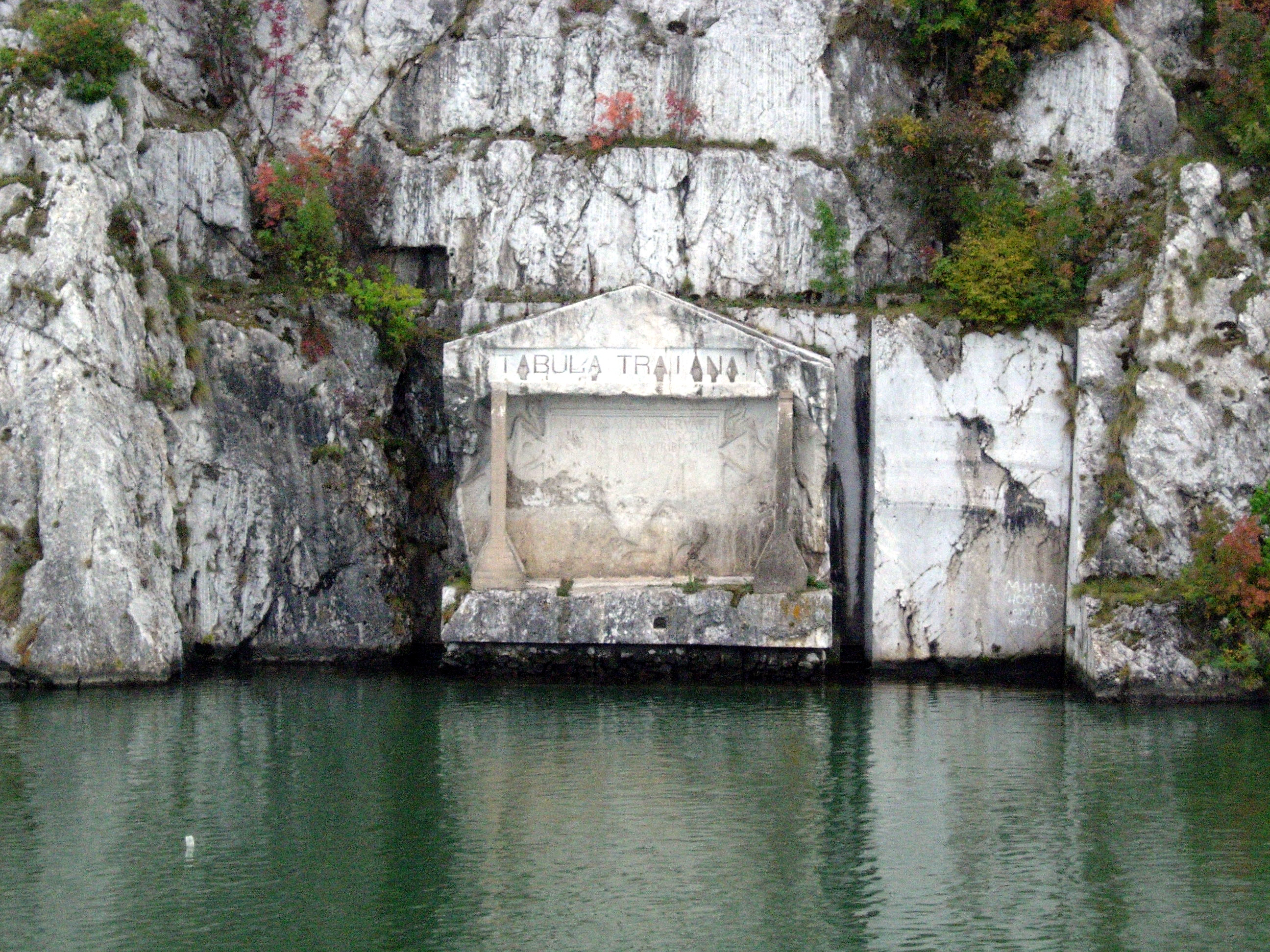
세르비아 제르다프 국립공원에 있는 트라야누스 다리 인근의 타불라 트라이아나 (Tabula Traiana)

다음 7년간 트라야누스는 그 이전처럼 찬사를 받으며, 문민 황제로서 통치를 했다. 그가 소 플리니우스와, 폰토스의 기독교인들의 처리에 대한 주제를 두고 연락을 주고 받고, 플리니우스에게 기독교인들을 박해하되 '시대의 정신'은 물론 정의의 중요성에 대한 익명의 비난들을 받아들이지 말라고 말했던 시기이다. 그러나 기독교인임을 인정했거나 기독교인임을 철회하지 않은 비시민권자들은 "완고함"으로 인해 처형될 것이었고, 시민권자들은 로마에서 재판을 받도록 보내졌다.
트라야누스는 이탈리아와 그의 고향 히스파니아에 몇몇 새로운 건물, 기념물, 도로들을 지었다. 포룸, 트라야누스 원주, 트라야누스 시장 등으로 구성된, 로마에 있는 그의 웅장한 시설들이 다키아에서 승리들을 기념하기 위해 지었으며 (해당 원정의 전리품으로 대부분 자금을 댔다), 오늘날 로마에 여전히 남아있다. 그는 현재까지도 많이 남아있는 많은 개선문들에 대한 다작의 건축가이자, 베네벤툼에서 브룬디시움을 연결하는 아피아 가도를 확장한 트라이아나 가도 및 다마스쿠스와 아일라 사이에 주로 군용 도로인 트라이아나 노바 가도 등의 도로들에 대한 건설자이기도 했으며, 트라이아나 노바 가도는 새롭게 설치된 아라비아 속주를 연결했다 (나바테아 병합 참고).
이 시기 트라야누스의 가장 주목할 만한 행위 중 하나는 로마에 있는 거대한 콜로세움에서 세 달간의 검투 축제를 개최한 것이었다 (정확한 날짜는 불명). 전차 경주, 짐승들의 싸움, 밀실 공간에서 검투사들의 유혈 들이 합쳐진, 이 피비린내나는 구경거리는 축제 기간에 반복하여 11,000명의 사망자를 남겼고 (대부분이 노예들과 범죄자들이며, 이들과 함께 죽은 수 천 마리의 사나운 짐승들은 언급되지 않았다) 총 500만 명의 구경꾼들을 끌어들였다. 이러한 공공 구경거리 운영에 대해 트라야누스가 들인 관심은 연설가 프론토 (Fronto)가 트라야누스는 심각한 문제들뿐만 아니라 오락 문제에도 똑같은 관심을 들이고 있다는 만족스러운 연설을 하도록 이끌어냈다. 프론토는 "심각한 문제들의 대한 무관심은 커다란 문제를 야기할 수 있지만, 오락거리에 대한 무관심은 커다란 불만을 일으킬 수 있다"며 연설을 마쳤다. 프론토가 덧붙였듯이, 오락거리는 일반적인 인기의 획득을 보장해주는 수단이었으며, 반면 곡물 분배라는 좀 더 "심각한" 문제는 궁극적으로 개인을 대상으로만 한다.

### 화폐 가치 하락
107년에 트라야누스는 고대 로마의 화폐 가치를 낮췄다. 그는 데나리우스의 은 순도를 93.5%에서 89%로 낮췄으며, 실제 은화 무게는 3.04 그램에서 2.88 그램으로 줄었다. 트라야누스의 다키아 전쟁 이후, 유입된 막대한 양의 금과 은과 함께 이 평가절하는 트라야누스가 이전 황제들보다 많은 양의 데나리우스를 주조하게 해주었다. 또한, 트라야누스는 네로가 취한 평가절하 이전에 주조된 은으로된 데나리우스 유통을 중단했으며, 이는 트라야누스의 평가절하가  증가한 공공 및 군사 비용 지출을 하기 위한 정치적 목표들과 관련이 있었음을 생각할 수 있게 한다.

### 알리멘타
또다른 중요한 행위는 이탈리아 전역의 고아들과 가난한 아이들을 구제하는 복지 정책인 알리멘타를 기획한 것이었다. 이 복지 정책은 일반적인 기금뿐만 아니라 식량을 제공했고 교육도 원조해주었다. 이 정책은 처음엔 다키아 전쟁의 전리품에서 지원금을 받았으나, 이후에는 부동산 세금과 자선 활동의 모금액을 합친 것으로 마련했다. 일반적으로, 이 정책은 이탈리아의 농장들에 대한 담보 대출(fundi) 방법으로 작동했는데, 이를 통해 등록된 토지주들은 로마 정부의 금고에서 대출금 일괄로 받았고, 이를 대가로 매년 대출금의 정해진 비율을 부양 기금 유지에 지불했을 것으로 본다.
이 정책이 문헌 자료와 동시대 비문에 잘 기록되어있지만, 이 정책의 정확한 목표는 논쟁에 여지가 있고 특히나 복지 정책의 일환으로서, 이 정책의 정확한 목표들과 범위 등에서 학자들 사이에 상당한 논쟁들을 일으켰다. 이 정책은 도덕적 이유를 바탕으로 한 출산을 지지한 아우구스투스의 도덕 제정법 (율리우스법)의 조항에 따라, 이탈리아내 시민들의 수를 늘리기 위해 의도된 것이라고 보통 가정된다. 이 출산 정책의 목표는 순수한 이탈리아인 인력 기반을 둔 채 이탈리아와 로마를 중심으로 한 로마 제국의 관점 때문에 시대 착오적이었고, 이탈리아와 로마는 점차 더 이상 로마의 인력 기반이 아니었다. 이 시대착오적인 자세는 알리멘타 정책의 수혜자들이 미래의 군인들이자 유권자들인 병영과 트리부스의 사람들이라 추정된다고 쓴 플리니우스에게서 확인되었는데, 앞에 언급한 두 역할은 지중해 전역으로 뻗어있고 전제 군주의 지배를 받는 당시 로마 제국의 현실과 맞지 않았다. 이 정책이 이탈리아에 한정되었다는 사실은 이 정책이 로마 제국의 본래의 심장부에 허용된 정치적 특권으로 여겨졌음을 나타낸다. 프랑스 역사가 폴 프티(Paul Petit)에 따르면, 알리멘타는 이탈리아의 경제 회복을 겨냥한 연속적인 조치들의 일부로 봐야한다고 한다. 핀리 (Finley)는 플리니우스가 진심으로 극찬했던, [그들이] 로마와 이탈리아를 모국땅이 아닌 여관이나 숙박업소로 취급해야 한다는 것이 꼴사나운 것으로 보았기에, 속주 출신들이라도 모든 원로원 의원들은 이탈리아 영역으로 자신들이 지닌 부동산에 최소 3분에 1은 가지고 있어야한다고 한 트라야누스가 규정한 제한이라는 예시에서 보았듯이, 이 정책의 주 목표가 이탈리아의 정치적 무게에 대한 인위적인 강화였다고 생각했다.
이 정책은 흥미롭고 독특했지만, 기록이 거의 남아 있지 않다. 이 정책이 토지주들(좀더 믿을 만한 채무자라고 생각되는 대지주들이 대부분)이 만들어낸 임대금에 대한 이자 지출이라는 수단에서 기금을 마련했다는 사실은 실제론 매우 낮은 비율의 잠재적 복지 수혜자들 (폴 벤은 벨레이아시에서 아이들 열 명 중에 한 명만이 실제로 혜택을 받았다고 가정했다)에게 혜택을 주었다는 것이며, 이 장엄한 목표들이 기껏해야 부가적인 제국의 자선행동인, 마구잡이 형태의 자선이 되었다라는 생각을 모지스 1세 핀리가 제기하였다. 오로지 대지주들의 임대에 대한 의존 (벨레이아에선, 약 17 평방 킬로미터만이 보증으로 걸림)은 추가적인 재원 지원을 제한시켰다. 임대 정책이 단순히 지역의 유명인사들을 비록 하찮은 역할이긴 하지만 제국의 자선에 참여하도록 하는 방식의 일종으로도 볼 수 있다. 이 정책이 내키지 않는 지주들을 공공 지출에 대한 기금을 마련하도록 하기 위하여 이들을 제국의 금고에 대한 의무를 지게하는, 어느정도 강제적 임대일 가능성도 있다. 공공 수익금을 얻기 위한 수단으로, 지주들의 민간 (또한 더 효율적이던) 경영을 이용한다고 하는 동일한 견해는 다른 유사하고 소규모의 정책에서도 이용되었다. 원로원 의원 플리니우스는 자신의 도시 코뭄 (Comum)에 임대료와 함께 자신이 죽은 이후더라도 평생 자신의 토지에 3,000 세스티우스를 매년(vectigal) 부과할 수 있는 영구적 (그의 후손이나 차후 그 토지의 구매자들에게도 적용되는) 권리를 부여했으며, 이로 인하여 플리니우스의 준민간 자선 단체의 유지에 기여 요소를 얻을 수 있었다. 이런 정책으로, 플리니우스는 동료 지주들 사이에서 이런 자선 사업에 대한 열정이 일어나는 걸 바랐을 것이다. 트라야누스가 그랬던 것과 마찬가지로, 흔쾌히 하는 마음이 얻기 어려운 상품이었기에, 핀리는, 알리멘타 기금에서 짐을 지는 것에 대한 이탈리아 지주들의 승낙을 확실히 하기 위해, 일부 도덕적 압력이 가해졌을 곳이라 추측한다.
다시 말하여, 이 정책은 너무나 범위가 한정되어서 일관된 경제 및 인구목표를 충족시킬 수 없었고 – 이 정책이 진행되었더라도, 가난한 자들이 아닌, 전체적인 지역사회 (이 정책의 경우는, 이탈리아 도시들)로 향했다. 알리멘타가 다키아 전쟁 기간 및 전후에 시작됐고 다키아 전쟁의 개선식 이후로 로마의 인구에 대한 금전 분배(congiaria)가 두 차례 뒤따랐다는 사실은 순전히 자선적 동기였음을 나타낸다. 알리멘타가 이탈리아에 한정된 사실은 이 정책 뒤에 있는 이데올로기를 강조하는데, 이탈리아인 중심이라는 로마 제국의 견해를 재차 확인하는 것이었다. 이 정책의 한정된 범위를 고려할 때, 이 정책 계획은 그럼에도 150년 간이나 지속되며 아주 성공적이었으며, 이 정책이 적용된 것으로 마지막으로 알려진 시기는 아우렐리아누스 때로 확인되었다.

### 파르티아 전쟁

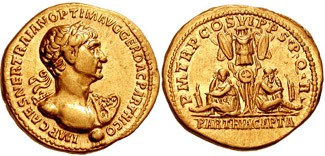
파르티아 정복을 기념해 트라야누스가 발행한 아우레우스. Inscription: IMP. CAES. NER. TRAIAN. OPTIM. AVG. GER. DAC. PARTHICO / P. M., TR. P., CO[N]S. VI, P. P., S.P.Q.R. - PARTHIA CAPTA

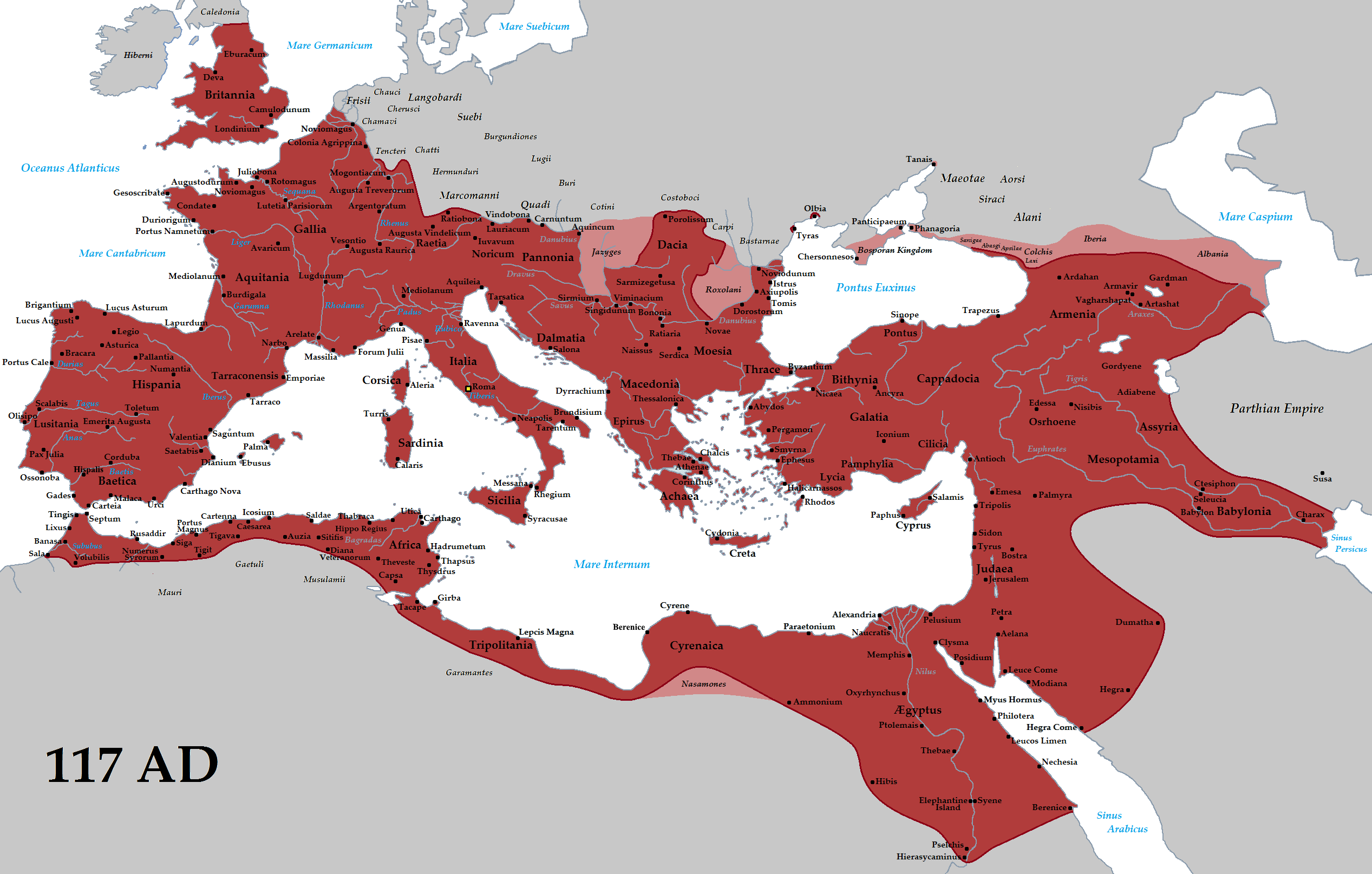
트랴야누스 시기 (117년) 로마 제국의 영역

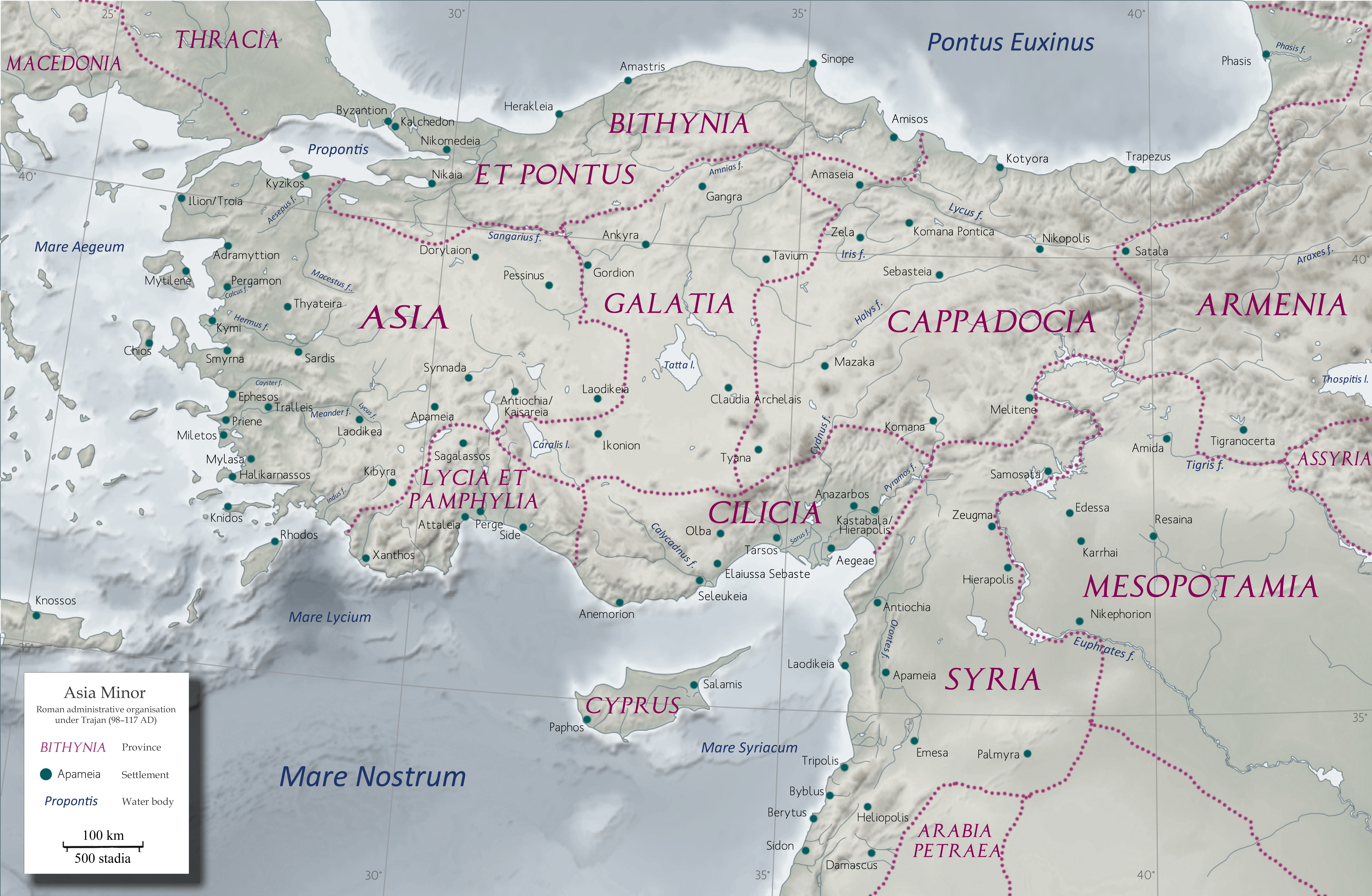
트라야누스 시기 아나톨리아, 서부 캅카스, 북부 레반트

113년에 트라야누스는 약 50년 전인 네로 시대 이래로 로마와 파르티아 제국이 헤게모니를 두고 다툰 아르메니아 왕국의 왕좌에 로마가 받아들일 수 없는 왕을 앉힌 파르티아의 결정에 자극을 받아, 자신의 마지막 원정에 착수했다. 트라야누스가 이미 113년 초 시리아에서 아르메니아 사태를 평화적으로 해결하려던 파르티아의 외교적 접근들을 지속적으로 거부했다는 점에서 주목할 만했었다.
트라야누스의 파르티아 전쟁에 관해 남아있는 문헌 기록들이 부분적이고 흩어져 있어서, 이 자료들이 적절한 자료인지 규정하기 어렵고, 이런 점은 이 전쟁의 정확한 사건들과 궁극적인 목적에 대한 장기간 지속된 분쟁을 일으키고 있다.

#### 전쟁 이유
많은 현대 역사가들은 파르티아를 상대로 전쟁을 일으키기로 한 트라야누스의 결정이 경제적 동기 때문이라고 생각하며, 아라비아 합병 이후, 트라야누스는 보스트라에서 홍해에 있는 아일라를 연결하는 트라이아나 노바 가도라는 새로운 도로를 지었다. 이것은 페르시아만에 있는 카락스가 직접적인 로마 통제권 밖에 있는, 유일하게 남아있던 인도 무역로의 서쪽 종점지라는 걸 의미했으며, 이러한 통제권은 수입품의 가격을 낮추고 극동 지역과 로마의 교역으로 인한 적자가 만들어낸 귀금속의 유출을 제한시키는 데 중요했다.
이 시기에 팔미라에서 온 대상들과 카락스 간의 실제 접촉이 여러 팔미라인들이 카락스에 공관을 두는 영광을 누렸다라고 전하는, 동시대 팔미라의 금석문에 잘 기록되어 있기에, 카락스가 로마 제국과 교역을 했었다는 것에 의문에 여지는 있을 수 없다. 또한, 이 당시 카락스의 통치자들의 영토는 바레인의 섬들 (팔미라 시민들이 사트라프라는 지위를 갖고 있다가, 트라야누스 사후에 얼마 안 있어, – , 그 지위는 카락스의 페르시아 왕이 임명했다) 포함돠어 있을 수 있는데, 이 점은 페르시아만 지역으로 로마의 헤게모니 확장의 가능성을 나타냈다. 이 경우에 트라야누스의 원정 뒤에 있는 정당화는 파르티아의 통제권하에 있는 소수의 셈족 (아랍) 도시들을 통한 극동 무역 체계를 무너트리고 대신에 이 무역 체계를 로마의 통제권하에 두려는 것 중 하나일 것이다.
다키아 정복 중에, 트라야누스는 이미 시리아 보조 군단에 도움을 청했었는데, 이 보조 군단의 베테랑 병사들은 시리아 상인들과 함께, 이후 다키아의 식민화에 중요한 역할을 했었다. 그는 낙타병을 포함해, 팔미라군들을 자신의 병력으로 보충했고, 따라서 카락스 합병이라는 궁극적 목표에 팔미라의 지원을 명백히 확보했다. 심지어는 트라야누스가 아르메니아를 합병한 원정 이전에도, 그는 파르티아가 페르시아만의 교역 흐름을 방해하고 혹은 다뉴브 지역의 로마 국경에 문제를 조장하는 것을 막기 위해, 메소포타미아 전역을 합병하려고 했었다라고 말할 수 있다.
추정상의 극동 교역로에 대한 파르티아 "통제권"이 불확실하고 기껏해야 중국 사료에 선택적 읽기에 근거하며, 파르티아를 통한 육로 교역이 파르티아 당국에 해를 입지 않았고 오로지 민간 경영 부문의 의지에 맡겨진 것으로 보았을 때, 다른 역사가들은 이 동기를 부정한다. 2세기 메소포타미아의 상업 활동은 이 자체에 대한 일치된 로마 제국의 정책의 표시가 없던 채로, 로마 제국 안팍의 사람들이 공유하는 공통적 현상였던 것으로 보인다. 알리멘타 경우에서처럼, 모제스 핀리와 폴 벤 같은 학자들은 트라야누스의 전쟁 뒤에 있는 외국 교역 "정책"에 대한 전반적인 생각이 구시대적이라고 여기며, 이들에 의하면, 인두세와 관세를 징수하는 것 –  외에 로마의 극동과의 사치품 교역에 대한 유일한 관심사는 경제 정책이 아닌, 도덕적이고 사치품의 "관대함"에 대한 불쾌함이 연관된 것이었다. 결정적 증거가 없는 가운데, 로마와 인도 간의 교역은 교환되는 귀금속의 양의 면에서 꽤나 균형잡혔던 것으로 보이며, 로마의 황금 유출의 대한 견해에 대한 출처 자료 중 하나(소 플리니우스의 숙부인 대 플리니우스)는 갠지스 평원을 로마 제국의 황금의 근원 중 하나라고 일찍이 묘사했다. 따라서, 고대 경제에 대한 그의 논쟁의 여지가 있는 저서에서, 핀리는 트라야누스의 "파르티아에 대한 심각히 오판하고 값비싼 공격"이 현대 역사가들의 저서만 존재하는 흔한 공통점인 로마의 "상업적 전쟁"의 예시가 되었다라고 여겼다.

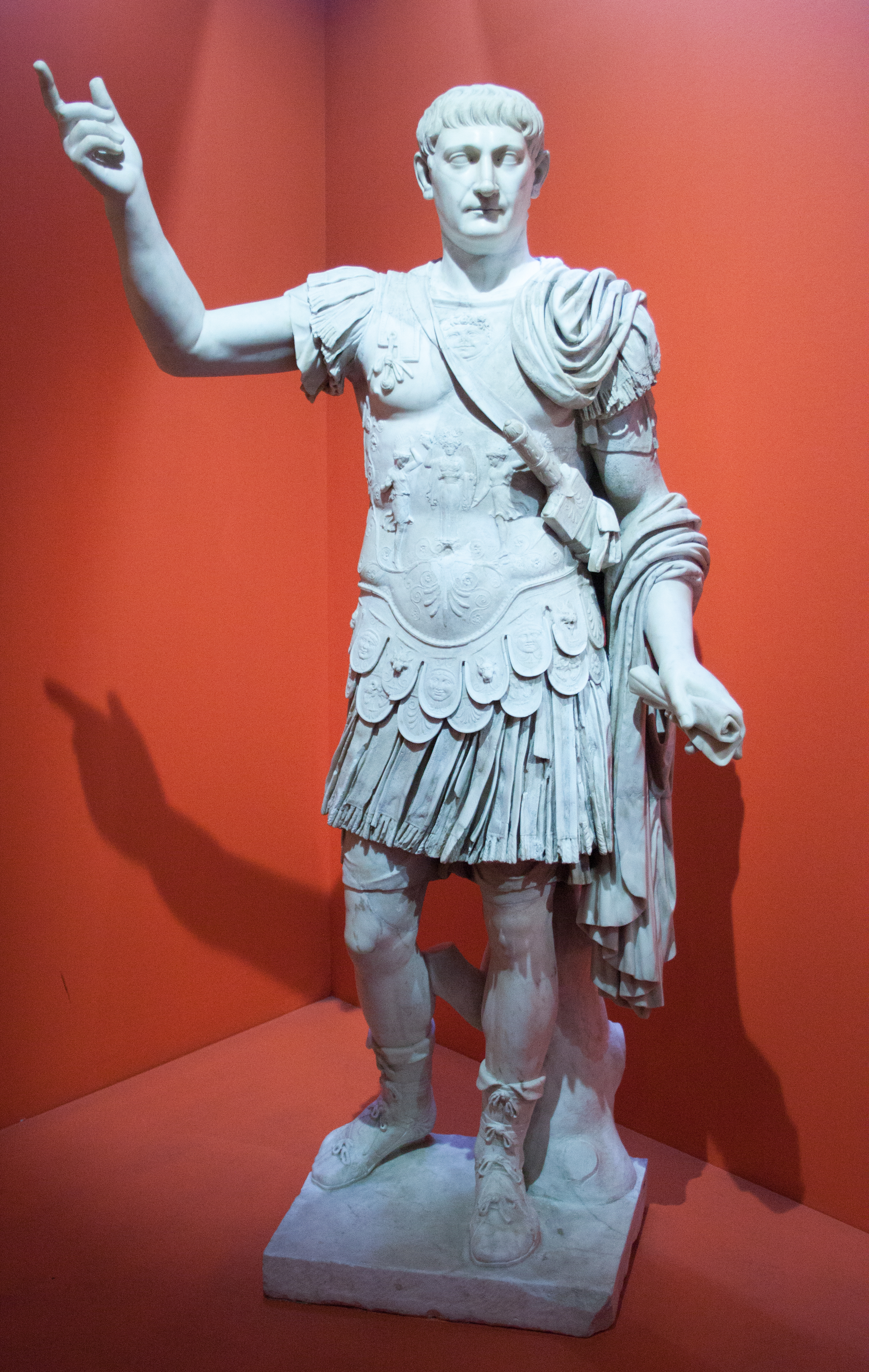
나폴리 고고학 박물관에 있는 백색 대리석으로 된 트라야누스의 "팔라디움" (1세기 후반)

다른 관점은 카시우스 디오가 말했던 유일한 견해인, 이 전쟁을 영토 합병과 명성이라는 미끼에 꾀어 유발되었다라고 보는 것이다. 영토 정복이 세금 징수, 특히나 로마 제국으로 들어오는 모든 상품들에 과세되는 25%의 세금인, 테타르테(tetarte)와 연관이 되어있는 한, 누군가는 트라야누스의 파르티아 전쟁이 "경제적" 동기를 지녔다라고 말할 수 있다. 또한, 로마의 방식으로 알렉산드로스 대왕의 동방 정복을 모방하는 선전적 가치도 있었다. 쿠샨 제국에서 온 대사들이 다키아 정복에 대한 기념 행사에서 참석했던 것으로 보이는 사실은 인도를 정복하는 데 단지 로마군 70,000명이 필요하다고 썼던 플루타르코스 같은 일부 그리스-로마 지식인들과 더불어 트라야누스의 가까운 지인들을 마케도니아의 동방 정복을 재현함으로써 얻게 되는 전리품에 대한 위험한 꿈을 부추겼을 수도 있다. 주화와 기념비 등에 자신을 헤르쿨레스로 연관시키는 연상과 함께는 등의 어느정도 신의 지위를 두드러지게 하기위한 방법으로서, 파르티아 정복이라는 야심찬 청사진을 이용하려는 트라야누스의 생각이 있을 수도 있다. 또한, 확장주의적 정책에 대한 트라야누스의 애착은 제국의 확장 정책에 헌신적인 히스파니아 출신의 강력한 보수주의 원로원의원 무리, 그 중에서도 가장 강력한 리키니우스 수라의 지원을 받아 가능할 수 있었다. 이와는 반대로, 로마인들에게, 그들의 제국은 원칙적으로 한계라는 게 없었고, 트라야누스는 이상과 현실을 일치시킬 수 있는 기회를 이용했을 뿐만이라고도 설명이 가능하다.
마지막으로 트라야누스의 본래 목표가 로마령 아르메니아에 보호를 제공하기 위해 하부르강(카부르강)의 물길을 따라 북부 메소포타미아를 가로지르는, 로마 제국의 동방 국경 지대를 좀 더 방어할 수 있도록 하는, 순전히 군사적이고 꽤나 평범한 것이라 생각하는 현대 사학자들도 있다. 이 해석은 모든 이후의 로마의 대 파르티아 전쟁들의 목표들이 파르티아 그 자체에 로마의 주둔군을 세우는 데에 있었다는 사실에서 지지를 받는다.

#### 전쟁 과정
파르티아 원정은 10개 군단이 동방 전역에 모이는등 사전에 신중히 기획되었으며, 111년 이래로 소 플리니우스의 서한은 비티니아의 속주 당국들이 통과하는 병력들의 보급을 담당해야만 했고, 지역 도시 의회와 의회 인원들 각자가 직접 병력들을 보급함으로 인해 증가한 비용들의 일부를 짊어져야 했다는 사실을 증명한다. 따라서 이 의도된 원정은 시작 시기부터 엄청난 비용이 들었다.
트라야누스는 먼저 아르메니아로 진격하여, 파르티아가 임명한 왕인 파르타마시리스 (이후 로마군에 구금된 상태에서 의문의 사고로 살해당했으며, 나중에 프론토는 그가 로마의 선의를 저버렸다고 묘사했다)를 폐위시켰으며, 캅카스와 흑해의 동부 해안의 여러 민족들에게 현재 벌어지는 로마의 패권 인정을 받으며 아르메니아를 로마 제국의 속주로 병합했고, 이 과정은 114년 말까지 그를 바쁘게 했다. 동시에, 다키아 전쟁 기간 자신의 고향인 마우레타니아지역의 부대를 지휘하며 직접 자긴신이 뛰어난 기병 지휘관이라는 걸 보여준 루시우스 퀴에투스 군단장 지휘하의 로마군의 행렬이 아르메니아의 아락세스강을 건너 메디아 아트로파테네와 마르디인들의 땅 (오늘날 길란주)으로 향했다. 퀴에투스의 군사행동이 동쪽 방향으로 카스피해에, 북쪽 방향으로는 캅카스 구릉지대로 향하는 새롭고, 좀 더 방어할 수 있는 로마 국경의 확장을 목표를 가지고 그런 거일 수 있다. 그러나 이 새롭고, 좀 더 "합리적인" 국경은 증대되고, 유프라테스강 동쪽 영구적인 로마 주둔군에 의존했다.
그 이후 사건들의 시간 순서는 불분명하지만, 115년 초에 트라야누스가 메소포타미아에서 군사 활동에 돌입했고, 티그리스강과 유프라테스강 사이에 지역을 합병하기 위해 타르수스산맥 아래로 내려갔다고 보통 믿어진다. 트라야누스는 해당 지역을 확보하기 위하여 진로를 따라 영구적인 수비대를 배치했다. 그가 서쪽에서 동쪽으로 향하는 동안에, 루시우스 퀴에투스는 카스피해에서 병력들과 함께 서쪽으로 움직이며, 양 측은 훌륭한 양동 작전을 해냈고, 이에 대한 확실한 결과는 트라야누스가 니시비스, 바트네 등의 북부 메소포타미아 지역의 도시들을 점령하여 메소포타미아 속주로 만들고, 아브가르 7세가 공개적으로 트라야누스에게 굴복한 오스로에네 왕국을 로마의 보호령으로 포함시키는 등, 파르티아 제국 영토에 로마의 존재감을 세우는 것이었다. 이 과정은 아르메니아와 메소포타미아가 로마인의 권위 아래에 놓였다는 걸 알리는 주화들이 주조된, 116년 초에 완료된 것으로 보인다. 카부르강과 싱가라 주변 산맥들 사이에 지역이 새로운 국경으로 여겨져 요새들로 둘러싸인 도로들이 설치된 것으로 보인다.

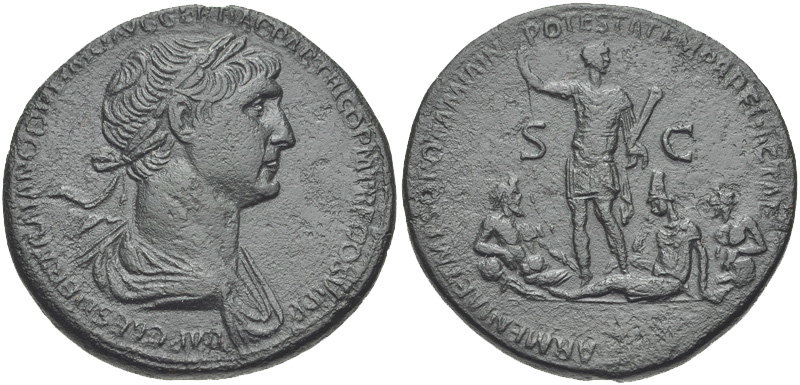
116년에 트라야누스의 파르티아 승리를 기념하는 세스테르티우스. 앞면: 월계관을 쓴 트라야누스의 흉상. 명각: IMP. CAES. NERV. TRAIANO OPTIMO AVG. GER. DAC. PARTHICO P. M., TR. P., COS VI, P. P.; 뒷면: 엎드리고 있는 아르메니아 (티아라를 착용하고 있음)와 티그리스, 유프라테스강의 우상화된 모습 사이에 서있는 트라야누스. 명각: ARMENIA ET MESOPOTAMIA IN POTESTATEM P. R. REDACTAE (로마인의 권위 아래에 놓였다) - S. C. (Senatus Consultus, 원로원이 발행함).

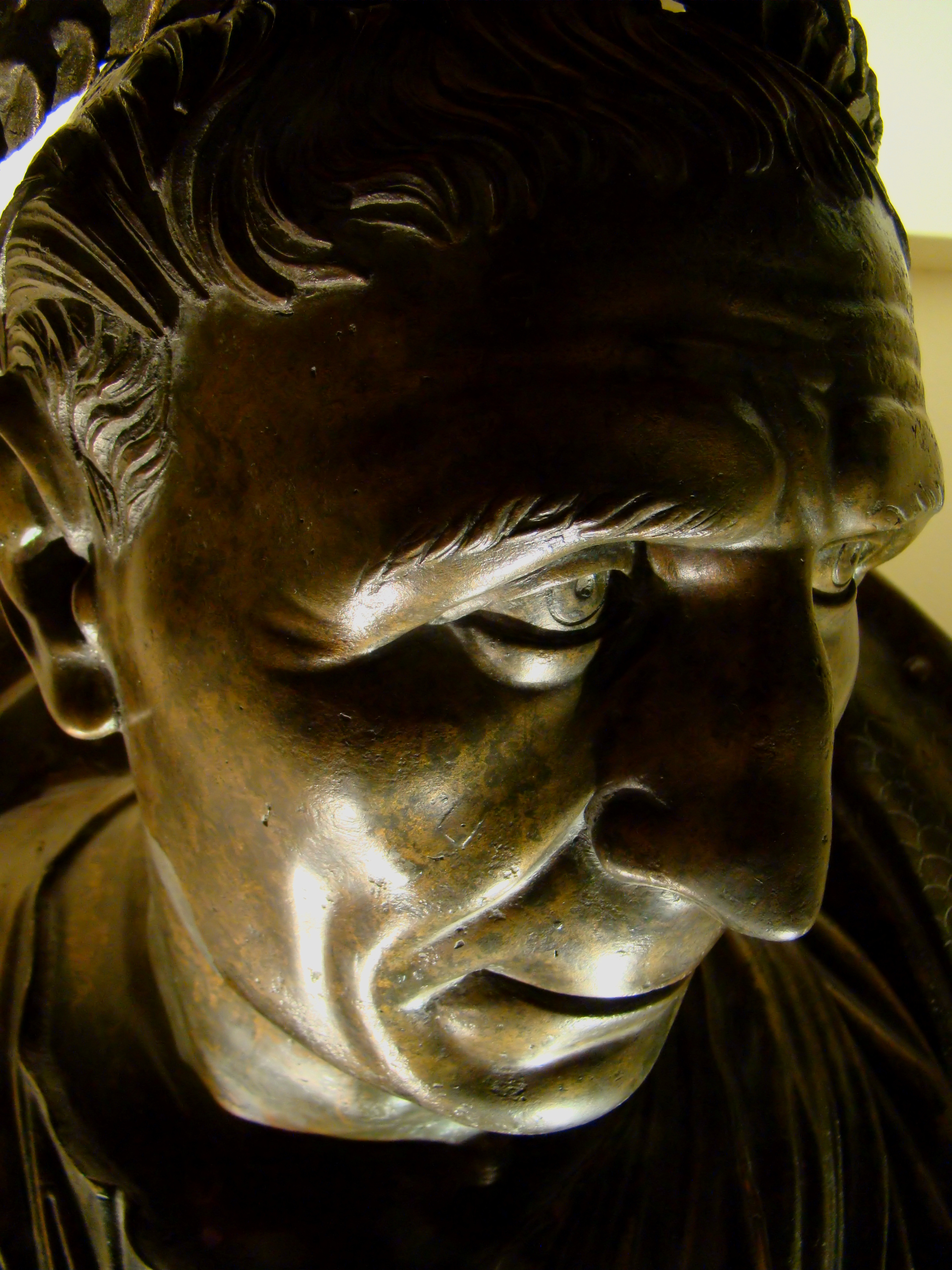
말년의 모습을 한 트라야누스의 청동 흉상 (터키 앙카라 아나톨리아 문명 박물관 소장

문헌 자료에 의하면 집정관 중 한 명인 마르쿠스 페도 베르길리아누스의 목숨을 앗아간, 극심한 지진에서 간신히 탈출했다고 전해진)안티오키아에서 115/116년 기간 겨울을 쇤 후, 트라야누스는 자신의 전체 결과에 역효과를 낳게 된 지나치게 야심적인 목표였던 메소포타미아 전역을 점령하겠다는 생각으로 116년에 다시 전장으로 향했다. 일부 현대 역사가들은 116년의 원정이 "사전적 무력 시위" 파르티아 정복을 목표로 한 것이 아닌, 동방 무역로에 대한 로마의 통제권을 강화하려는 데 둔 "예방적 무력 시위"를 달성하는 것이었다고 한다. 그러나 로마 군사 편제에 대한 전반적인 인력 부족은 이 원정이 시작부터 좋지 못했음을 나타냈다. 파르티아 원정 전에 트라야누스가 새로운 군단을 모집하지 않은 것은 주목할만 사실인데, 새로운 시민계층 입대 자원들이 이미 과도하게 사용되었기 때문이었다.
사료들이 이 원정의 묘사에 대해 전해주는 것에 한해서, 한 로마 군단이 아디아베네로 향하여 티그리스강을 건넜고, 남쪽으로 방향을 바꾸어 아데니스트라이(Adenystrae)를 점령했고, 두 번째 군단도 남쪽으로 티그리스강을 따라 내려가, 바빌론을 점령했으며, 트라야누스 본인은 자신을 기념한 개선문을 세운 두라 에우로포스에서 배를 타고, 율리아누스 원정 시기에도 여전히 볼 수 있었던, 그가 세운 "연단"이 있었던 오조가르다나(Ozogardana)를 통과하여 유프라테스강으로 내려갔던 것으로 보인다. 유프라테스강과 티그리스강 사이에 좁고 가느다란 지역에 도착한, 그는 땅위로 자신의 함대를 티그리스강 쪽으로 끌고 갔고, 셀레우키아 그리고 마침내 파르티아의 수도 크테시폰을 함락시켜냈다.
그는 계속해서 페르시아만이 있는 남쪽으로 향했고, 이때, 티그리스강의 해소에서 함대와 함께 벗어난 이후, 그는 카락스의 통치자 아탐벨루스 (Athambelus)의 항복을 받았다. 그는 바빌론을 로마 제국의 새로운 속주로 선포하고 페르시아만 해안에 자신의 조각상을 세우게 했으며, 그 후에 그는 원로원에 종전 선포를 알리고 그가 더 이상 진격하고 알렉산드로스 대왕의 정복을 재현하기에 나이를 많이 먹었음을 비통해하는, 월계수로 장식된 편지를 보냈다. 위에서 언급된 팔미라와 관계를 지녔던 카락스가 사실상 독립 왕국이었기에, 페르시아만에 대한 트라야누스의 점령 시도는 그 지역에 대한 팔미라인들의 관심사와 일치했을 수도 있다. 또다른 이론은 카락스의 지배자들이 파르티아의 바빌론에 대해 확장주의적 야심을 갖고 있었고, 이들에게 트라야누스와 동맹을 맺을 명분을 주었다라는 것이다. 파르티아의 여름 수도 수사 역시도 확실하게 로마군에 점령되었다.
후기 문헌 자료들 (화폐나 비문 등으로는 확인받지 못함)에 따르면, 아시리아 속주 역시도 공표되었으며, 명백히 아다아베네의 영토를 차지했다. 인도 무역에 대한 국고행정 혹은 단순히 유프라테스강과 티그리스강에서 교역되는 상품에 대한 관세 지불 (portoria)에 대하여 몇 가지 대책들이 고려된 것으로 보인다. 이후 트라야누스에 대한 저항을 유발한 것이 세금 징수와 징발 및 토착 유력자들의 특권들을 다루는 등에 있어서, 로마 속주 행정의 표준 경향에 따라, 새롭게 정복한 영토의 행정에 대한 "간소화"일 가능성이 있다.
몇몇 현대 역사가들에 따르면, 트라야누스가 파르티아의 해안을 약탈하라 명령하고, 그뿐만 아니라 자그로스산맥을 넘어 동쪽으로 이란고원으로 향하는 길목들을 차지하고 있던 산악 부족들에게 커진 로마의 종주권을 나타내고, 로마와 쿠샨 제국 간에 직접적인 접촉 방법을 세우는 등.으로 페르시아만에 머무는 동안 바빴을 것이라 한다. 상대적으로 기병에 약점이 있던 로마군에게 있어 이란고원은 불리했을 이란고원 그 자체로 진출하려는 시도는 이뤄지지 않았다.

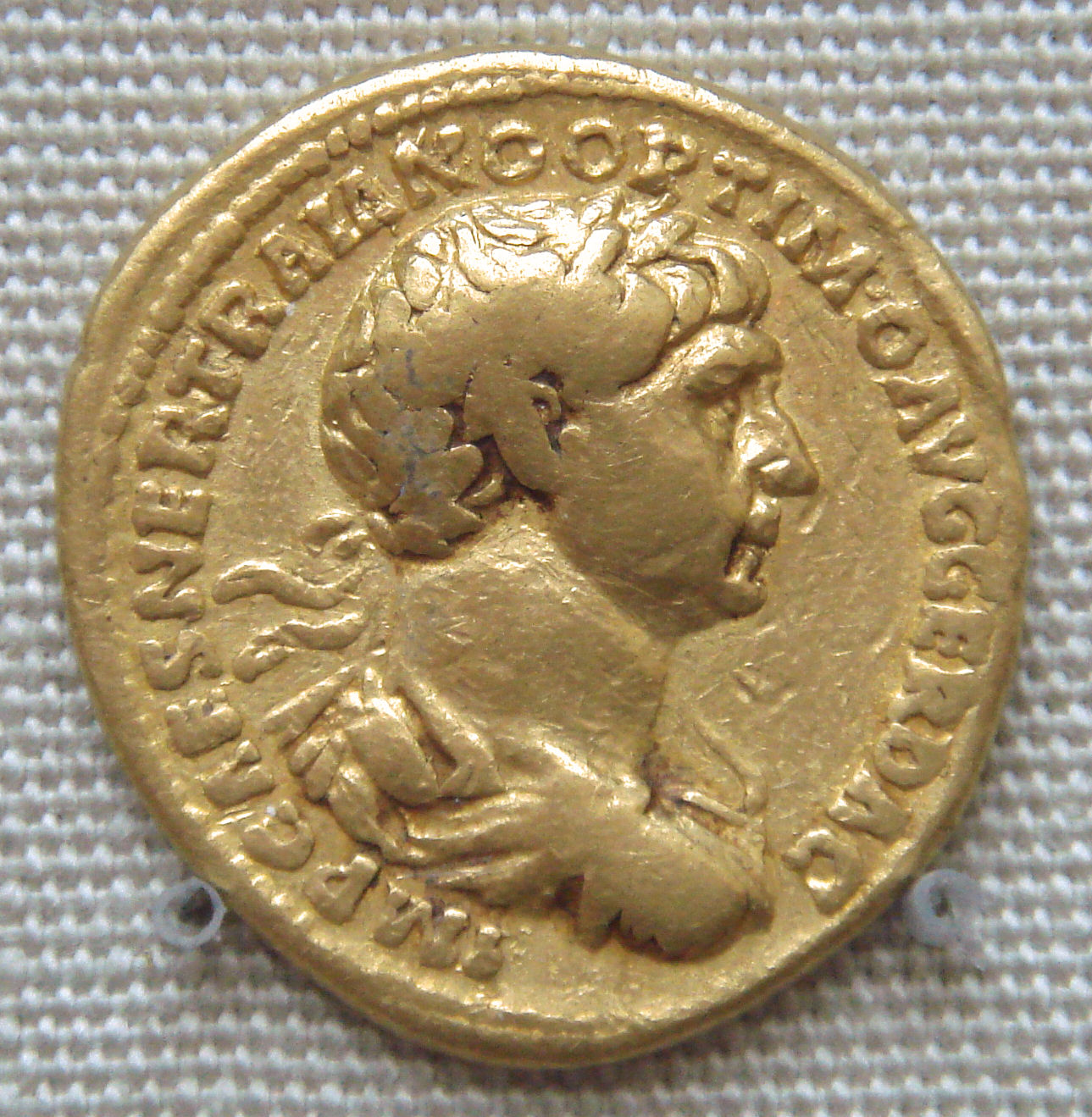
아프가니스탄의 아힌 포슈 불교 수도원에서 쿠샨의 통치자 카니슈카의 주화들과 함께 발견된 트라야누스의 주화. 명각: IMP. CAES. NER. TRAIANO OPTIMO AVG. GER. DAC.

트라야누스는 페르시아만을 떠나, 기원전 323년에 알렉산드로스가 사망했던 저택에서 그에게 제물을 바칠 의도로 바빌론으로 갔으나 파르티아 왕 오스로에스 1세의 조카이자 추정상 사카족 궁병들의 지원으로 강화된 기병 전력을 유지했던 사나트루케스가 일으킨 반란이  메소포타미아와 아르메니아에서 로마의 위치를 위태롭게 했다. 트라야누스는 최소한 부분적으로, 로마의 직접 통치하 있던 파르티아 영토를 포기함으로써 이 사태를 해결하고자 했다.

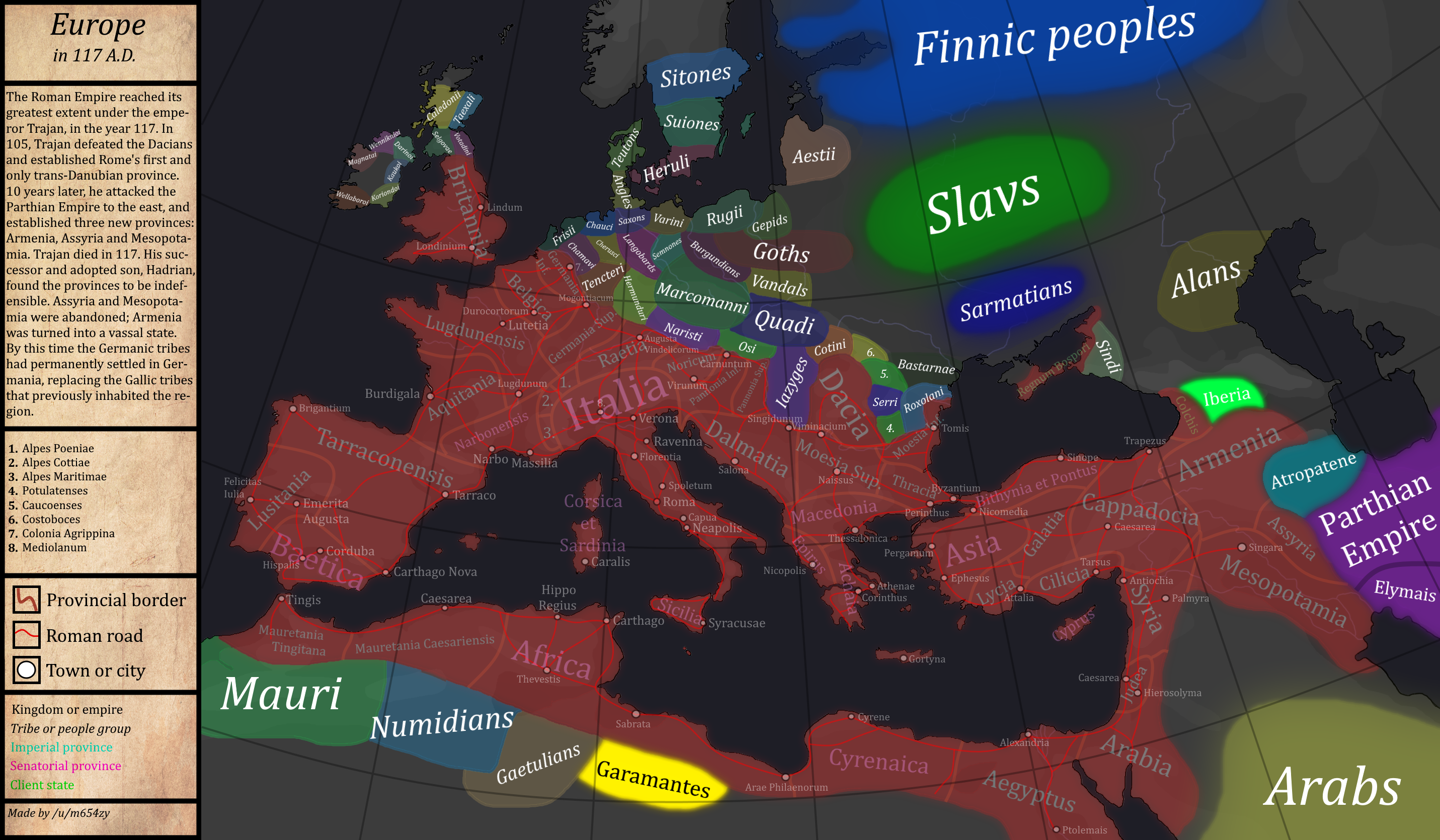
117년 당시 트라야누스의 통치하의 로마 제국

트라야누스는 2개의 병력을 북부 메소포타미아로 보냈으며, 루시우스 퀴에투스 휘하의 제1군은 반란군들에게서 니시비스와 에데사를 탈환해냈고, 이 과정에서 아브가루스 왕을 폐위시키고 살해한 것으로 보이며, 퀴에투스는 집정관 수준의 원로원 (adlectus inter praetorios)이라는 영광을 누리기 위한 정당성을 얻은 것으로 보인다. 그러나, 아피우스 막시무스 산트라 (Appius Maximus Santra, 아마 마케도니아의 총독) 휘하의 제2군은 패배했고 산트라 역시 전사했다. 116년 말에 트라야누스는, 퀴에투스와 마르쿠스 에루키우스 클라루스, 티베리우스 율리우스 알렉산데르 율리아누스(Tiberius Julius Alexander Julianus) 등 두 군단장의 도움으로, 사나트루케스가 전사한 전투에서 파르티아군을 격퇴시켜냈다 (트라야누스가 성공적으로 지지를 얻어낸, 오스로에스의 아들이자 사나트루케스의 조카인 파르타마스파테스의 도움을 받았을 수도 있음). 셀레우키아를 탈환하여 불태운 뒤에 트라야누스는 공식적으로 오스로에스를 폐위시키고, 종속국 지배자라는 왕위에 파르타마스파테스를 앉혔다. 이 사건은 동전에 종속국 왕국 지위(REX PARTHIS DATUS, "이 왕은 파르티아인들에게 주어진 것")라는 파르티아의 격하로 기념되었다. 이 일이 끝난 후, 트라야누스는 새로운 아르메니아(이미 아르메니아의 일부를 사나트루케스의 아들 볼로게세스에게 넘겨주는 대가로 휴전협정을 수락했었다)와 메소포타미아 속주에서 할 수 있었던 일을 계속하기 위하여 북쪽으로 물러갔다. 트라야누스의 건강이 악화되기 시작된 시점이 바로 이때였다. 후방에 있던 티그리스강의 요새 도시 하트라가 반복된 로마군의 공격을 계속해서 버텼다. 그는 직접 공성전에 참여했고, 타오르는 열기 속에서 그가 열사병을 겪었을 수 있다.

#### 키토스 전쟁

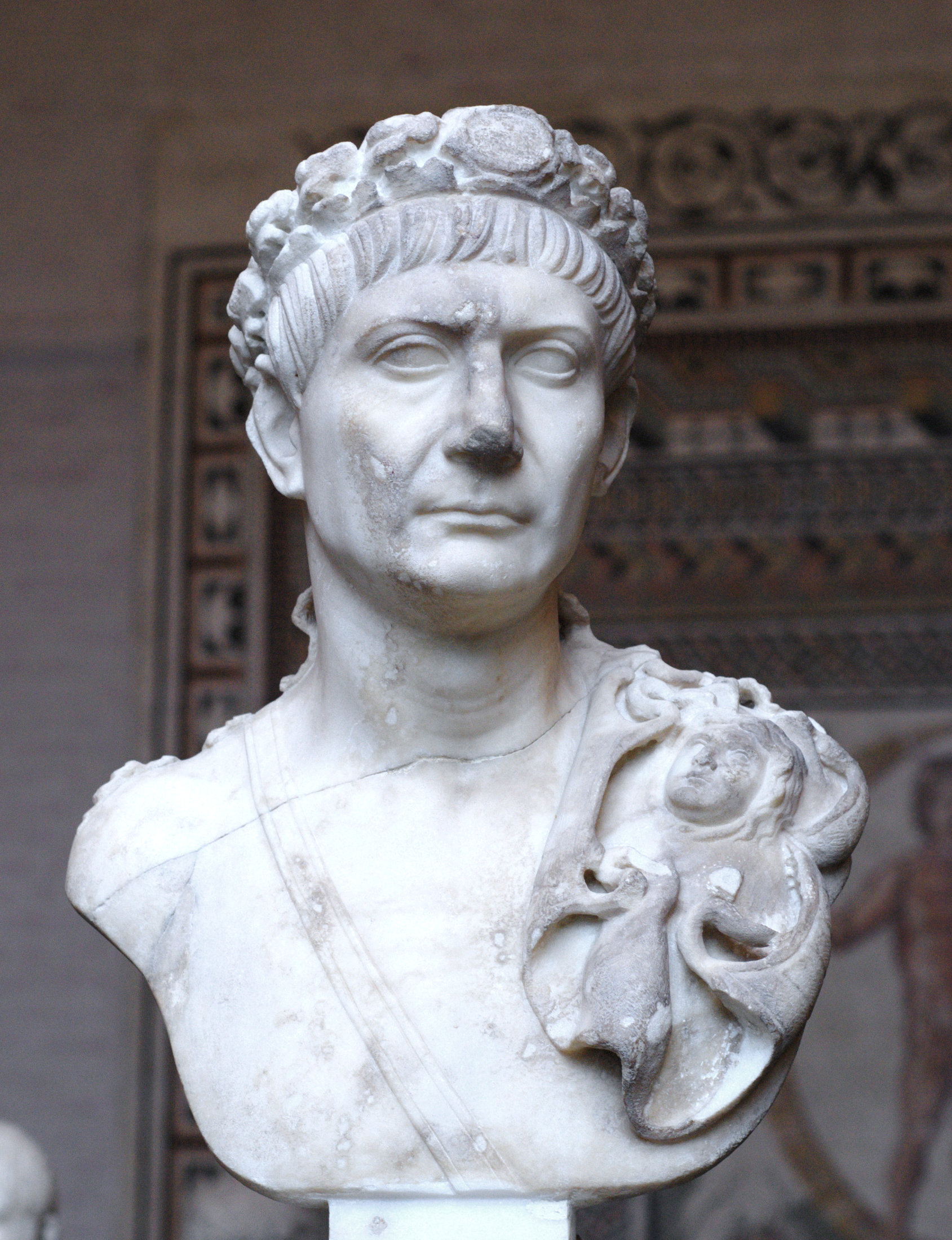
뮌헨 글립토테크에서 소장 중인 트라야누스 흉상

얼마 안 있어, 로마 제국의 동부, 그 중에서도 이집트, 키프로스, 그리고 키레나이카 (아마 이 사태의 원인 지역이었던 걸로 추정)에 있던 유대인들이 토착 지역의 신앙자들을 상대로 한 종교적 반란 폭동을 일으켰고, 이 사건이 차후에 키토스 전쟁이라는 이름 붙은 대대적인 반란이다. 또다른 반란이 아마도 로마의 점령에 반대하는 일반적인 반응의 일환으로서, 북부 메소포타미아의 유대인 지역사회들로 퍼져나갔다. 트라야누스는 이 반란들을 진압하기 위해서 병력을 철수시킬 수밖에 없었다. 그는 이 철수를 단순한 일시적 후퇴로 보았으나, 그는 결코 다시는 야전에서 군대를 지휘할 수 없는 운명이었고, 당시에 (117년 초) 유대 속주 총독이었고 속주 내에 유대인들의 동요를 일찍이 처리해야만 했던 루시우스 퀴에투스에게 자신의 동방 병력들을 넘겨주었다. 퀴에투스는 자신의 임무들을 성공적으로 수행하여서 이 전쟁은 차후에 퀴에투스의 오탈자인 키투스가 되며 그의 이름이 붙여졌다. 키토스 전쟁의 전역이 유대 영토 혹은 유대인들이 터를 옮겼던 동방 지역만인지는 확실한 비문 및 고고학적 증거들이 없어 논란으로 남아있다. 분명한 것은 이 당시 유대 지역에서 증가된 로마 주둔군이 있었다는 것이다.
퀴에투스는 그의 승리들로 다음 해 (118년)에 집정관직을 약속받았으나, 이 약속이 일어나기 전인, 하드리아누스 집권기에 시작된 피비린내 나는 숙청 기간에 살해당했으며, 숙청 기간에 퀴에투스와 다른 세 명의 전직 집정관들은 황궁의 친위대 사령관 아티아누스에 의해 음모에 대한 불분명한 책임으로 재판을 받은 후에 사형에 처해졌다. 퀴에투스와 동료들이 지닌 군대내 인기 및 트라야누스와 긴밀한 사이인점을 우려하여 하드리아누스가 자신의 직권으로 이들을 처형했다라는 이론도 있다.
대조적으로, 유대 반란에 대한 진압을 맡은 차기 저명한 로마 인물은 키레나이카의 반군 지도자 루쿠아스를 처리한 기사 계급의 퀸투스 마르키우스 투르보이며, 하드리아누스의 신뢰를 지켜내며, 마침내 그의 친위대 사령관이 되었다. 모든 네 명의 집정관들이 최고 자리에 있는 원로원의원들이었고 이런 지위들이 황제의 권력 (capaces imperii)을 장악할 수 있다고 여겼기에, 하드리아누스는 잠정적 경쟁 상대들에게 사전 공격이라는 결정을 내렸던 것으로 보인다.

## 사망과 계승

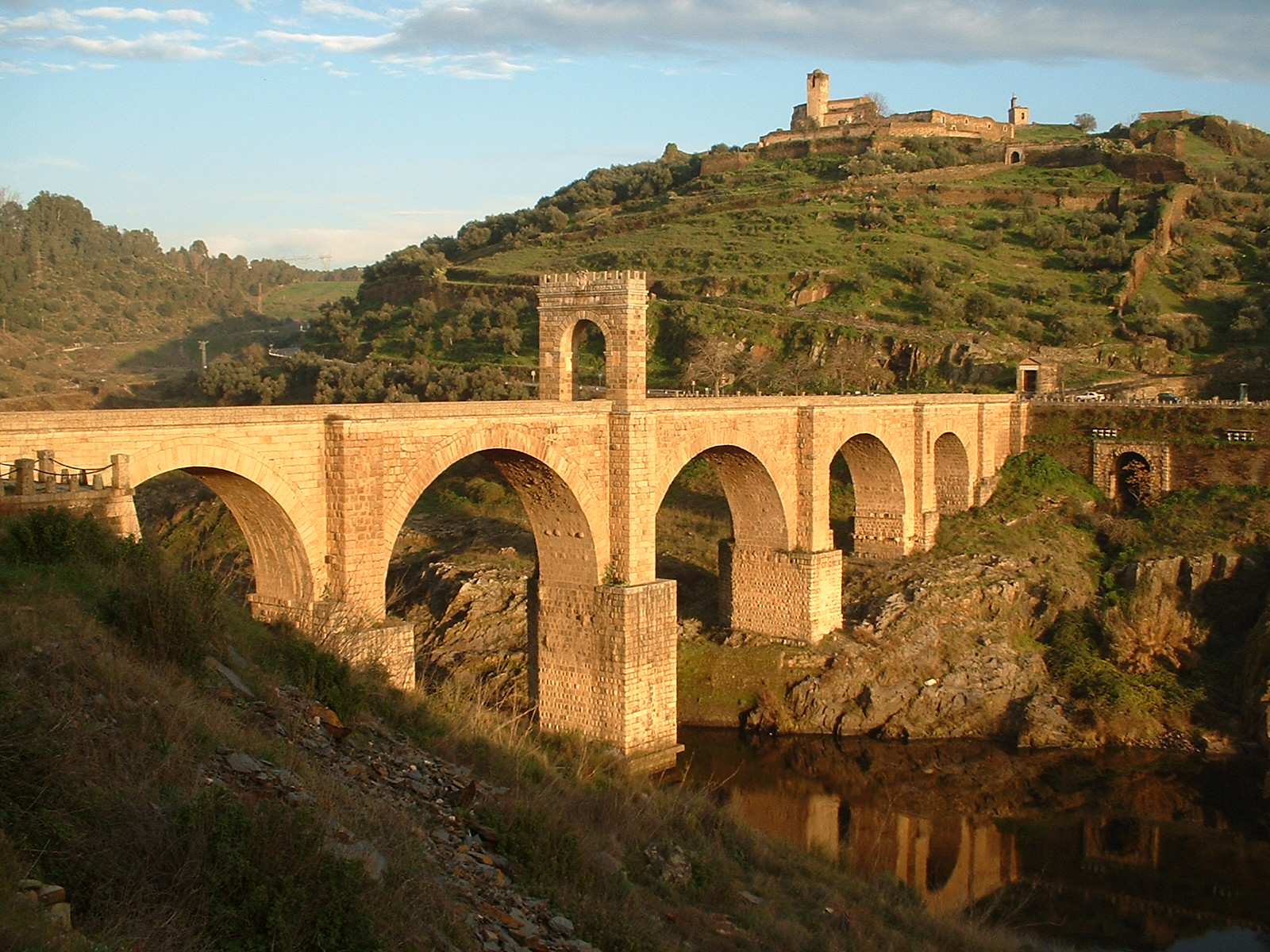
로마의 공학의 정수라고 널리 칭송받는 스페인의 알칸타라 다리

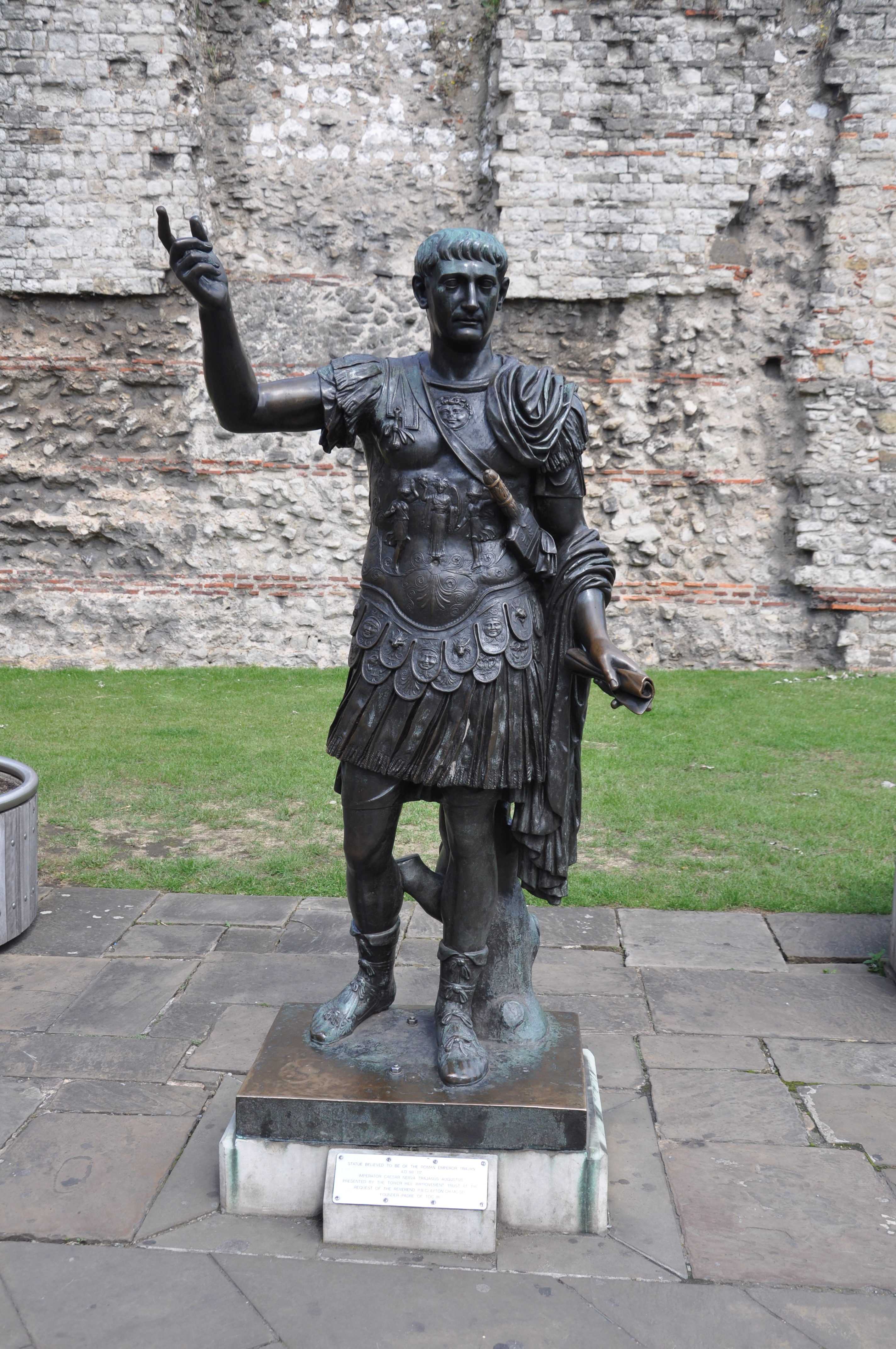
런던 타워힐에 있는 현대의 트라야누스 동상

117년 초에 트라야누스는 병이 악화되었고 이탈리아로 돌아가는 항해를 시작했다. 그의 건강은 117년 봄과 여름 기간에 악화되었고, 이는 이 당시 앙카라의 대중 목욕탕에서 전시된 청동상이 그가 명백히 나이들고 쇠약해졌음을 보여주고 있다라는 사실로서 널리 확인되었다. 차후에 트라야노폴리스라고 명명된 킬리키아의 셀리누스 (오늘날 가지파샤)에 도착한, 그는 8월 8일 부종으로 갑작스럽게 사망했다. 일부에선 트라야누스가 하드리아누스를 후계자로서 택했다고 하지만, 다른 이들은 그가 죽은 것을 비밀에 붙이고 그후에 트라야누스가 죽은 후에도 커튼 뒤에서 지친 목소리를 말하며 트라야누스를 대역할 사람을 구하는 등으로 하드리아누스의 계승이 보장되도록 한 트라야누스의 부인 폼페이아 플로티나가 택했다고 한다. 이 이야기를 전한 디오는 이야기에 대한 출처를 킬리키아 아프로니아누스의 총독이었던 자신의 아버지라고 했고 따라서, 동시대의 루머를 근거로 했을 수 있다. 이 이야기는 황후가 정치적 일에 간섭하는 것에 대해 로마인들의 불만에서 기원한 거일 수도 있다.
하드리아누스는 트라야누스 재위 기간 애매모호한 위치였다. 다키아 전쟁에서 미네르비아 제1군단을 지휘한 후, 제2차 다키아 전쟁 때 결정적 순간에는 전방 업무에서 해임되어, 신설된 판노니아 인페리오르 속주의 총독을 맡도록 보내졌다. 그는 분명한 특이점 같은 게 없이 원로원의원으로서 경력을 추구했었고 공식적으로도 트라야누스에게 입양되지도 않았다 (그렇긴 하더라도 하드리아누스는 트라야누스에게 자신의 차기 황제 계승에 대한 기대를 하게 만든 훈장과 다른 뛰어난 표장들을 받기는 했다). 그는 108년 집정관직 이후 더 이상의 관직을 받지 못했고, 111/112년에 아테네의 아르콘 에포니모스에 임명된 것 이상의 영예도 누리지 못했다. 그는 아마 파르티아 전쟁에 참전하지 않은 것으로 보인다. 문헌 자료들은 트라야누스가 법관 루키우스 네라티우스 프리스쿠스 같은 다른이들을 후계자로 고려했었다고 말하기도 했다. 그러나, 트라야누스가 사망할 때 시리아의 총독직을 맡고 있었던 하드리아누스는 트라야누스의 친척이자 트라야누스의 조카딸의 남편이었고, 이런 모든 것들이 그를 후계자로 지명하는 걸 정당하게 했다. 추가로 하드리아누스는 히스파니아 출신이었으며, 플로티나 및 친위대 사령관 아티아누스와 연줄을 통해 트라야누스의 궁정에 영향력을 지닌 히스파니아 원로원의원들의 강력한 집단과 잘 연결된 것처럼 보인다. 하드리아누스가 자신의 집권기에 트라야누스의 원로원 정책을 따르지 않은 사실은 문헌자료에서 그에게 나타낸 "지독한 적대감"를 설명할지도 모른다.
파르티아 원정이 엄청난 장애물이고, 로마 제국이 정복이란 야심찬 계획에 대한 수단이 없다는 것이 나타나는 걸 알아차린, 황제로서 하드리아누스의 첫 행동은 표면상으로는 자신의 의지인 거처럼 멀리있고 방어하기가 불가능했던 메소포타미아를 포기하고 아르메니아뿐만 아니라 오스로에네를 로마 종주권 아래에 있던 페르시아의 세력권으로 돌려주었다. 그러나, 트라야누스가 정복한 다른 영토 모두는 유지되었다. 카락스 [메세네(Mesene)라는 이름으로도 알려진]와 로마의 친선 관계 역시도 유지되었다 (그럼에도 이 관계가 로마 주변 국가들 간의 불화를 이용하는 흔한 로마 정책보다는 교역상의 양보와 좀 더 관련이 있는지 아닌지에 대한 논쟁이 있다). 트라야누스의 재는 그의 업적들을 칭송하는 기념물인 트라야누스 원주의 하단에 안치되었다.

## 건축 활동
트라야누스는 로마와 속주 지역에 건물을 많이 짓는 인물이었으며, 그의 건물들은 재능있는 건축가 다마스쿠스의 아폴로도루스가 세운 것들이었다. 유명 건물들에는 트라야누스 목욕탕, 트라야누스 포룸, 트라야누스 원주, 트라야누스 다리, 알칸타라 다리, 포르투스의 포르토 디 트라이아노, 철문 주변의 도로들과 운하 (다키아 정복 참고) 들이 있으며, 알코네타르 다리도 포함될 수 있다. 일부 역사가들은 이집트에 있는 바빌론 요새 건설을 트라야누스가 한 것으로 보기도 하며 요새의 잔해는 현재 마르 기르기스 (Mar Girgis) 교회와 그 주변 건물들이라고 알려졌다. 자신의 포룸과 자신의 이름을 지니기도 했던 인접한 벽돌 시장을 짓기 위해, 트라야누스는 카피톨리노 언덕과 퀴리아누스 언덕 주변의 방대한 지역을 평탄화했다고 한다.

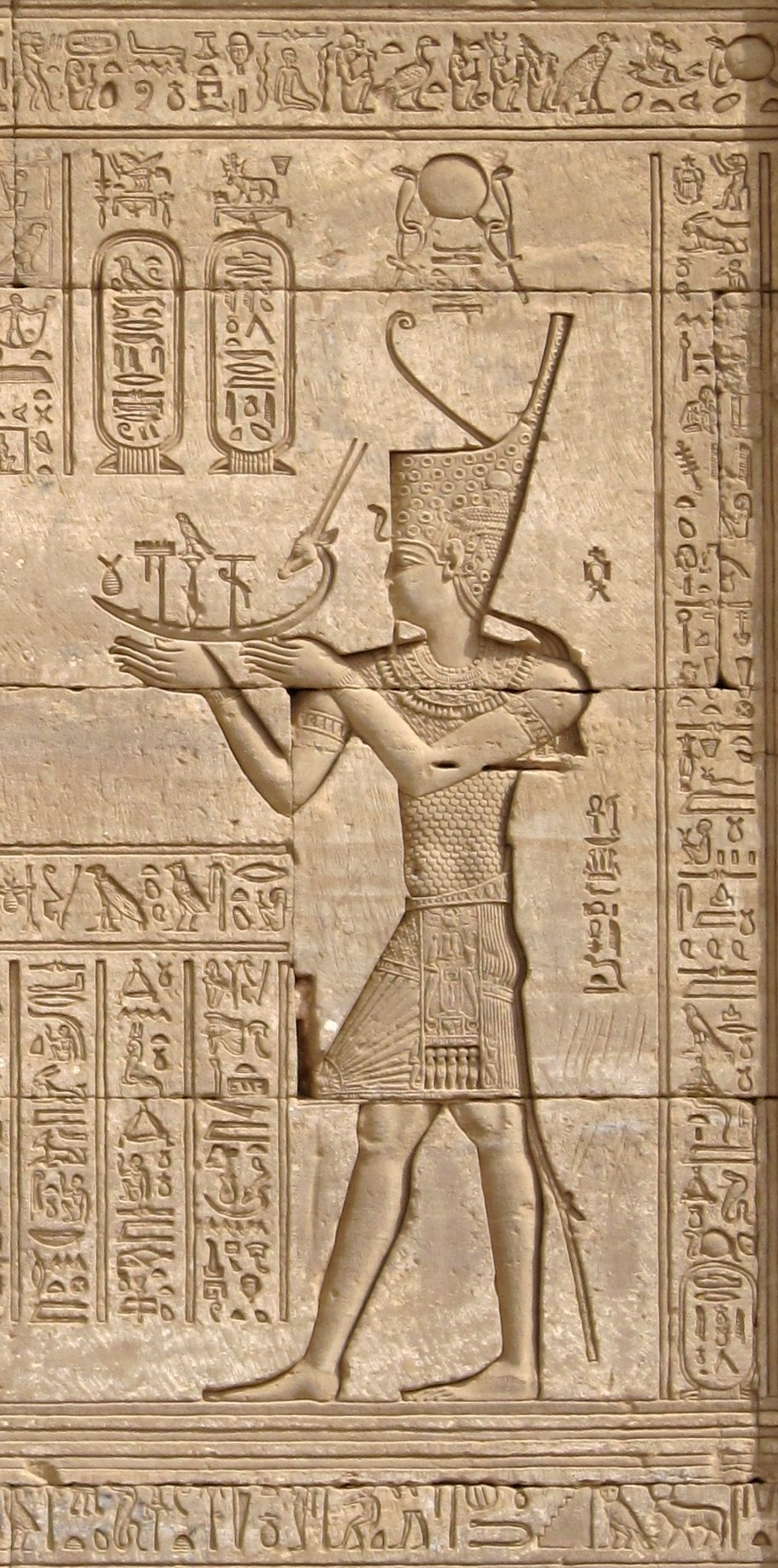
이집트 덴데라 신전에 있는 로마 시대의 맘미시에 표현된 이집트 신들에게 재물을 바치는 트라야누스 황제.

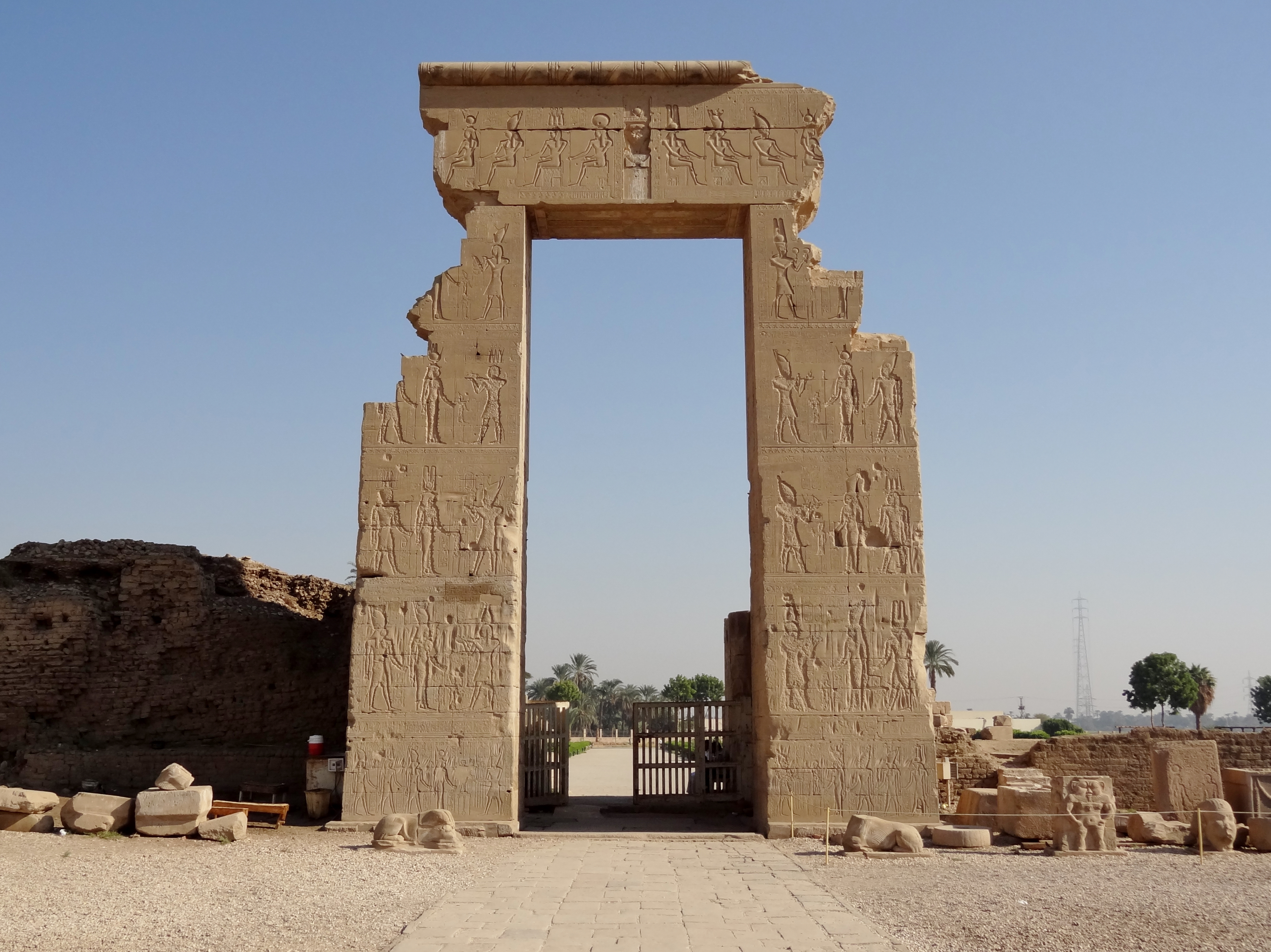
이집트 덴데라에 있는 하토르 신전 북쪽의 "도미티아누스와 트라야누스의 문".

이집트에서, 트라야누스는 건물을 짓고 장식하는 데 꽤나 활동적이었다. 그는 도미티아누스와 함께, 덴데라의 하토르 신전 기념문 속 제물을 바치는 장면에서 등장한다. 그의 카르투슈도 에스나에 있는 크눔의 신전 기둥 샤프트에 나타나있다.

## 트라야누스의 유산
트라야누스의 성격과 업적들에 대한 고대 사료들은 만장일치로 긍정적이었다. 예시로 소 플리니우스는 자신의 찬가에서 트라야누스를 현명하고 공정한 황제이자 도덕적인 인간이라 칭송했다. 카시우스 디오는 그가 항상 고귀하고 공정했다라며 덧붙였다. 3세기 때 황제인 데키우스는 심지어 원로원에서 장식용으로 트라야누스라는 이름을 받기도 했다. 3세기의 쇠퇴 이후로, 트라야누스는 아우구스투스와 함께, 후기 로마 제국 시기에 제국의 질서에서 가장 긍정적인 특징의 귀감이 되었다.
토마스 아퀴나스 같은 일부 신학자들은 트라야누스를 선한 이교도의 예시라고 논하기도 했다. 《신곡》에서, 단테는 이야기의 전개에 따라, 목성천에서, 정의로 유명한 역사 및 신화 속 다른 인물들의 영혼과 함께 트라야누스의 영혼을 목격한다. 또한 불행한 미망인에게 정의를 배풀기 위해 멈춘 트라야누스의 벽화가 교만으로 인하여 추방당한 자들에 대한 본보기로 연옥 1층에 존재한다.
나는 그 굽은 곳의 안쪽 비탈을 바라보았다...

그 비탈은 하얀 대리석이며, 폴리클레테오스뿐만 아니라 그 자연도 그곳에 놓인다면 부끄러워할 만큼의 조각들로 장식되어 있었다...

거기엔 그레고리오가 위대한 승리를 하게 만든 가치를 지닌 로마의 지배자에 대한 거룩한 영광이 기록되어 있었다

나는 트라야누스 황제를 뜻한 것이며, 그는 자신의 마구 위에서 눈물과 슬픔의 모습을 한 불쌍한 미망인이

그 가련한 여인이 이 모든 일 가운데에서, 이렇게 말하는 것 같았다:

'황제시여, 죽은 자인 제 아들의 복수를 해주싶시오, 제 마음이 이렇게 아픕니다..'

그래서 그는 '지금은 안심하거라, 내 가기 전 나의 임무를 수행하겠노라:

정의가 그걸 바라고 동정심이 나의 뒤를 잡는구나.'라고 말하는 거 같았다

단테, 신곡, Purgatorio X, ll. 32 f. and 73 f.
18세기에 스페인의 왕 카를로스 3세는 안톤 라파엘 멩스에게 마드리드 왕궁 연회장의 천장에, 멩스의 최고의 작품이라고 여겨지는 《트라야누스의 개선》을 그려달라고 주문했다.
에드워드 기번이 트라야누스의 직후 후임자들의 온건한 활동과 대조되는 트라야누스 집권기의 군국주의적 성격에 대해 의문을 표하면서, 트라야누스의 유산들이 논쟁이 되기 시작한 것은 계몽시대 동안 뿐이었다. 몸젠 트라야누스에 대한 분열된 자세를 받아들였고, 그의 사후 어느 시점에서 발행된 강연에서는 심지어 트라야누스의 "거만함" (Scheinglorie)에 대해 말하기도 했다. 몸젠은 또한 트라야누스의 "정복에 대한 불만족과, 끝없는 욕망"에 대해서도 언급했다. 몸젠이 트라야누스의 후임자 하드리아누스가 "무례한 태도 및 악의적이고, 질투심 많으며 심술궂은 성격"이라며 좋아하지는 않았지만, 그는 하드리아누스가 트라야누스의 정복지를 포기한 것이 "그 상황에서 명백히 필요했던 것을 행한 것"이라며 그를 인정하기도 했다.
20세기 초 트라야누스의 전기작가인 이탈리아 파시스트 역사가 로베르토 파리베니(Roberto Paribeni)가 1927년의 두 권으로 된 트라야누스 전기 Optimus Princeps에서 트라야누스의 집권기를 자기 자신이 이탈리아의 유산이라고 생각했던 로마 원수정의 전성기로 묘사하게 만들도록 매혹한 것은 트라야누스 집권기의 군사적 특징이었다. 파리베니의 선례를 이어서, 독일 역사가 알프레드 호이스(Alfred Heuss)는 트라야누스를 "황제 지위에 대한 완성된 인간의 구현" (die ideale Verkörperung des humanen Kaiserbegriffs)으로 보았다. 줄리언 베넷이 쓴 트라야누스의 첫 영어 전기문 역시도 트라야누스가 전반적으로 제국의 경영에 관심을 갖던 활동적인 정책가라고 가정하며 긍정적으로 보는 편이었으며, 이런 점을 비평가 레넌은 이 로마 황제에게서 보이는 시대착오적인 태도를 현대 행정관들에게서 보이는 것으로 여겼다.
1980년대 동안에 루마니아 역사가 에우젠 치제크 (Eugen Cizek)는 트라야누스 집권기의 개인적 이념의 변화를 묘사하고, 특히 112년 이후와 파르티아 전쟁부터 (전능한 군주, 코스모크라토르가 동방에 자신의 법을 강요하는 것처럼) 좀 더 귀족적이고 군국화된 사실을 강조하며 한층 미묘한 관점을 가졌다. 독일 역사가 카를 스트로벨 (Karl Strobel)의 전기문은 도미니티아누스의 집권기와 트라야누스의 집권기 간에 연속성을 강조했고, 트라야누스의 통치가 자신의 개인적 성취라는 왕관을 목적으로 한 실패한 파르티아 원정으로 정점에 다달은 점에서, 도미니티아누스 통치의 똑같은 귀족적이고 신성화된 성격을 뒤따랐다고 말한다. 트라야누스의 평판이 대대적으로 떨어진 것은 현대 프랑스 문헌역사학에서이며, 폴 프티는 트라야누스에 대한 술과 사내아이 취향을 지닌 덜떨어진 시골뜨기로 서술했다. 폴 벤에게, 트라야누스의 현대적인 특성들에서 유지되어야 할 점이 그는 제국을 순전히 이탈리아와 로마 중심의 정복의 헤게모니로 생각한 마지막 로마 황제였다는 점이다. 이와 대조적으로, 후임자 하드리아누스는 보편성을 로마 제국의 신념으로 그리고 로마 황제를 코스모크라토르가 아닌 전능한 후원자로서 강조했을 것이다.

## 같이 보기
- Felicior Augusto, melior Traiano
- 로마의 황제 목록
- 트라야누스의 재판
- 트라야누스 미술

## 참고 자료 및 추가 서적
- Browning, Iain (1982). 《Jerash and the Decapolis》 (영어). London: Chatto & Windus. OCLC 1166989366.
- Alighieri, Dante (1998) [1st pub. 1993]. 《The Divine Comedy》. 번역 Sisson, Charles H. Oxford: Oxford University Press. ISBN 978-0-19-283502-4.
- Alston, Richard (2014). 《Aspects of Roman History 31BC-AD117》. Abingdon: Routledge. ISBN 978-0-415-61120-6.
- Ancel, R. Manning. "Soldiers." Military Heritage. December 2001. Volume 3, No. 3: 12, 14, 16, 20 (Trajan, Emperor of Rome).
- Bennett, Julian (2001). 《Trajan. Optimus Princeps》. Bloomington: Indiana University Press. ISBN 978-0-253-21435-5.
- Birley, Anthony R. (2013). 《Hadrian: The Restless Emperor》. Abingdon: Routledge. ISBN 978-0-415-16544-0.
- Des Boscs-Plateaux, Françoise (2005). 《Un parti hispanique à Rome?: ascension des élites hispaniques et pouvoir politique d'Auguste à Hadrien, 27 av. J.-C.-138 ap. J.-C》 (프랑스어). Madrid: Casa de Velázquez. ISBN 978-84-95555-80-9.
- Bowersock, G.W. Roman Arabia, Harvard University Press, 1983
- Choisnel, Emmanuel (2004). 《Les Parthes et la Route de la Soie》 (프랑스어). Paris: L'Harmattan. ISBN 978-2-7475-7037-4.
- Christol, M.; Nony, N. (2003). 《Rome et son Empire》 (프랑스어). Paris: Hachette. ISBN 978-2-01-145542-0.
- (프랑스어) Cizek, Eugen. L'époque de Trajan: circonstances politiques et problèmes idéologiques. Bucharest, Editura Științifică și Enciclopedică, 1983, ISBN 978-2-251-32852-2
- Dando-Collins, Stephen (2012). 《Legions of Rome: The definitive history of every Roman legion》. London: Quercus. ISBN 978-1-84916-230-2.
- Edwell, Peter (2007). 《Between Rome and Persia: The Middle Euphrates, Mesopotamia and Palmyra Under Roman Control》. Abingdon: Routledge. ISBN 978-0-203-93833-1.
- Finley, M.I. (1999). 《The Ancient Economy》. Berkeley: University of California Press. ISBN 978-0-520-21946-5.
- Fuller, J.F.C. A Military History of the Western World. Three Volumes. New York: Da Capo Press, Inc., 1987 and 1988.
  - v. 1. From the late times to the Battle of Lepanto; ISBN 0-306-80304-6. 255, 266, 269, 270, 273 (Trajan, Roman Emperor).
- Garzetti, Albino (2014). 《From Tiberius to the Antonines: A History of the Roman Empire AD 14-192》. Abingdon: Routledge. ISBN 978-1-138-01920-1.
- Găzdac, Cristian (2010). 《Monetary Circulation in Dacia and the Provinces from the Middle and Lower Danube from Trajan to Constantine I (AD 106–337)》. Cluj-Napoca: Mega. ISBN 978-606-543-040-2.
- Grainger, John D. (2004). 《Nerva and the Roman Succession Crisis of AD 96–99》. Abingdon: Routledge. ISBN 978-0-415-34958-1.
- Isaac, B. The Limits of Empire, The Roman Army in the East, Revised Edition, Oxford University Press, 1990 ISBN 0-19-814891-7 OCLC 20091873
- Kennedy, D. The Roman Army in Jordan, Revised Edition, Council for British Research in the Levant, 2004.  ISBN 0-9539102-1-0 OCLC 59267318
- Kettenhofen, Erich (2004). 〈TRAJAN〉. 《Encyclopaedia Iranica》.
- Jones, Brian (2002). 《The Emperor Domitian》. London: Routledge. ISBN 978-0-203-03625-9.
- Lepper, F.A. Trajan's Parthian War. London: Oxford University Press, 1948. OCLC 2898605 Also available online.
- Luttwak, Edward N. (1979). 《The Grand Strategy of the Roman Empire: From the First Century A.D. to the Third》. Baltimore: Johns Hopkins University Press. ISBN 978-0-8018-2158-5.
- Mattern, Susan P. (1999). 《Rome and the Enemy: Imperial Strategy in the Principate》. Berkeley: University of California Press. ISBN 978-0-520-21166-7.
- Mommsen, Theodor (1999). 《A History of Rome Under the Emperors》. London: Routledge. ISBN 978-0-203-97908-2.
- (프랑스어) Minaud, Gérard, Les vies de 12 femmes d'empereur romain – Devoirs, Intrigues & Voluptés , Paris, L'Harmattan, 2012, ch. 6,  La vie de Plotine, femme de Trajan, p. 147–168. ISBN 978-2-336-00291-0.
- Petit, Paul (1976). 《Pax Romana》. Berkeley: University of California Press. ISBN 978-0-520-02171-6.
- Rees, Roger (2012). 《Latin Panegyric》. Oxford: Oxford University Press. ISBN 978-0-19-957671-5.
- Le Roux, Patrick (1998). 《Le Haut-Empire Romain en Occident, d'Auguste aux Sévères》 (프랑스어). Paris: Seuil. ISBN 978-2-02-025932-3.
- de Ste. Croix, G.E.M. (1989). 《The Class Struggle in the Ancient Greek World》. London: Duckworth. ISBN 978-0-8014-9597-7.
- Sartre, Maurice (1994). 《El Oriente romano, Parte 3》 (스페인어). Madrid: AKAL. ISBN 978-84-460-0412-7.
- Schmitz, Michael (2005). 《The Dacian Threat, 101–106 AD》. Armidale, Australia: Caeros Pty. ISBN 978-0-9758445-0-2.
- Sidebotham, Steven E. (1986). 《Roman Economic Policy in the Erythra Thalassa: 30 B.C. – A.D. 217》. Leiden: Brill. ISBN 978-90-04-07644-0.
- Strobel, Karl (2010). 《Kaiser Traian: Eine Epoche der Weltgeschichte》 (독일어). Regensburg: F. Pustet. ISBN 978-3-7917-2172-9.
- Veyne, Paul (1976). 《Le Pain et le Cirque》 (프랑스어). Paris: Seuil. ISBN 978-2-02-004507-0.
- Veyne, Paul (2001). 《La Société Romaine》 (프랑스어). Paris: Seuil. ISBN 978-2-02-052360-8.
- Veyne, Paul (2005). 《L'Empire Gréco-Romain》 (프랑스어). Paris: Seuil. ISBN 978-2-02-057798-4.
- Young, Gary K. (2001). 《Rome's Eastern Trade: International Commerce and Imperial Policy 31 BC – AD 305》. Abingdon: Routledge. ISBN 978-0-203-47093-0.
- Wildfeuer, C.R.H. Trajan, Lion of Rome: the Untold Story of Rome's Greatest Emperor, Aquifer Publishing, 2009.  ISBN 0-9818460-6-8 OCLC 496004778 Historical fiction.

### 1차 사료
- Cassius Dio, Roman History Book 68, English translation
- Aurelius Victor (attrib.), Epitome de Caesaribus Chapter 13, English translation
- Pliny the Younger, Letters, Book 10, English translation

### 2차 사료
- Benario, Herbert W. (2000). “Trajan (A.D. 98–117)”. De Imperatoribus Romanis. 2007년 9월 24일에 확인함.